# 中村区
中村区（なかむらく）は、名古屋市を構成する16行政区の一つで、区の東部には東海道新幹線や在来線、私鉄各線、市営地下鉄などが乗り入れるターミナル駅の名古屋駅が位置する。

## 概要

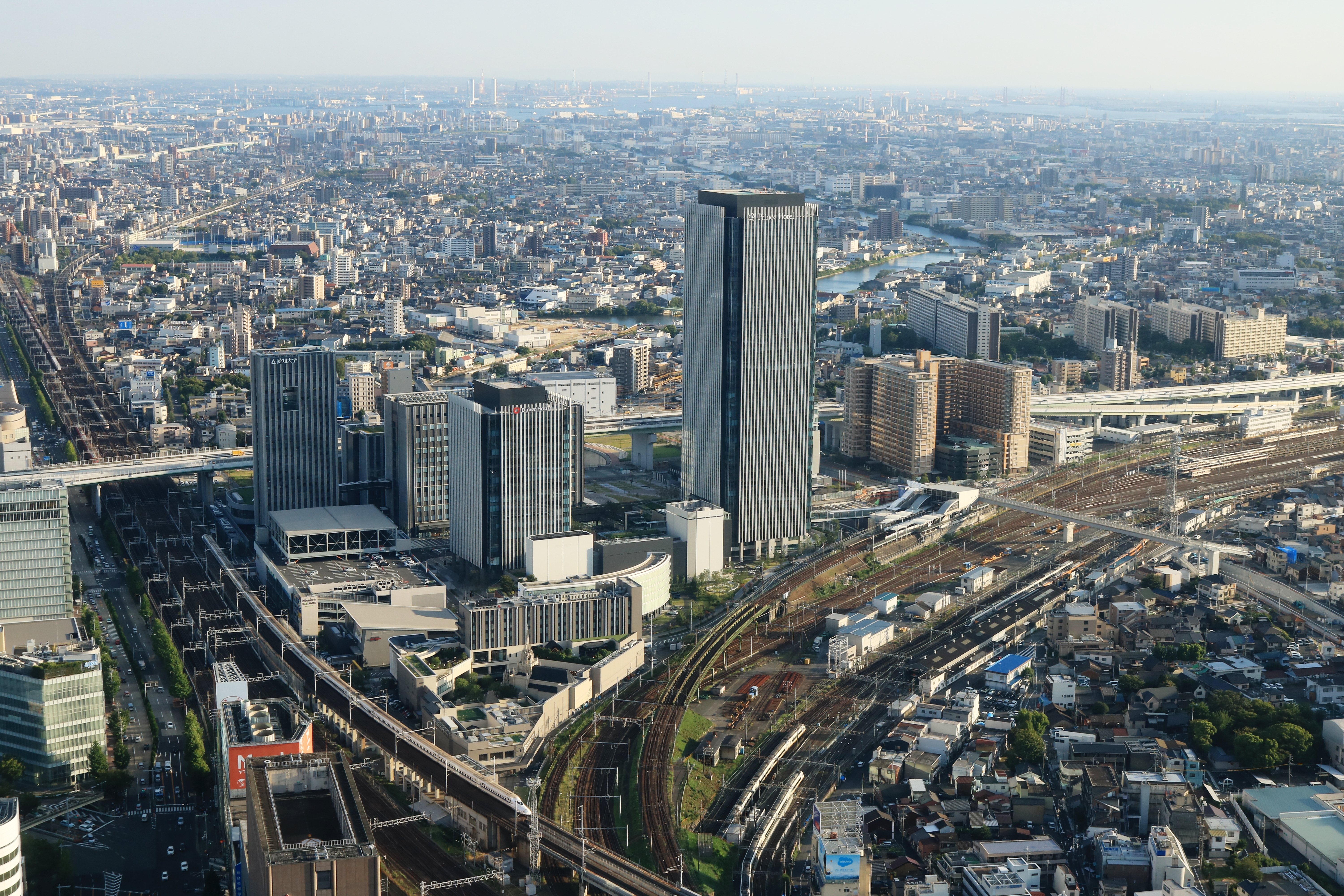
西部新都心となるささしまライブ24地区

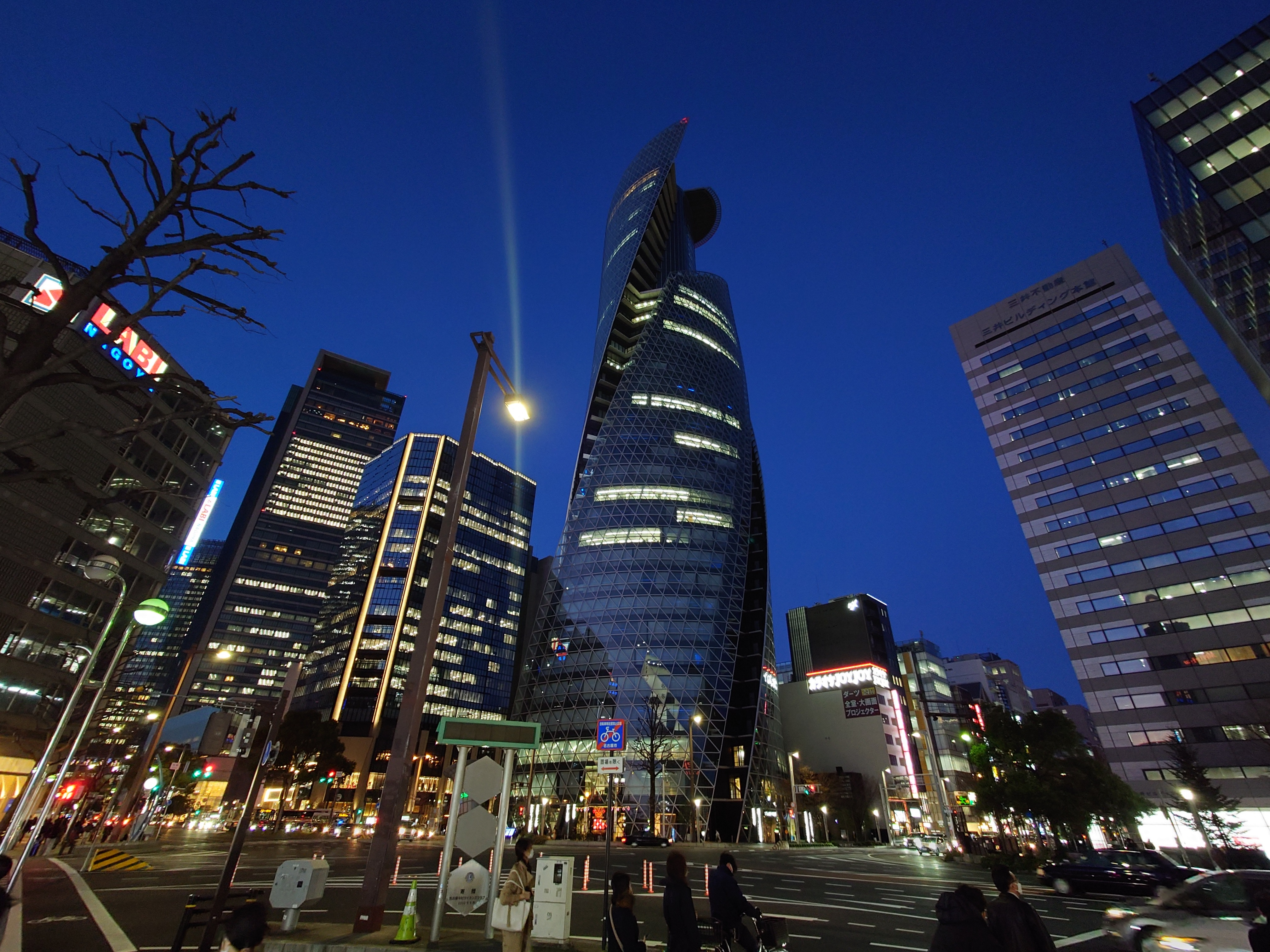
名駅通に並ぶ超高層ビル群

名古屋市の鉄道玄関口である名古屋駅周辺は、江戸時代までは、名古屋城の城下町から西へ外れた湿地帯であり、笹島と呼ばれていた。
しかし、明治になると、東海道本線が引かれた際に名古屋駅が設置され、戦前から商工業地域として栄えた。
この頃、同時に名古屋有数の風俗街となる中村遊廓も発展した。駅ビルのJRセントラルタワーズやその核店舗のJR名古屋タカシマヤの開業を契機として、2000年代以降は再開発により日本有数の超高層ビル街へと変貌を遂げた。名古屋駅周辺（特に東側）は名駅と呼ばれ、中区の栄地区と並ぶビジネス街・商業エリアへと成長した。名駅は、2027年のリニア中央新幹線開業に向けて現在も大規模な再開発が進んでいる。名古屋駅南部の笹島地区は、かつてはドヤ街であったものの、ささしまライブ24地区として笹島駅（貨物駅）跡地が再開発され、新都心のような都市景観を形成している。
一方で名古屋駅西側は、歴史的な関係や地権者の問題から大規模な開発は進められておらず、東側ほど発展はしていない。名駅エリアを除いて、区内全域が名古屋市内きっての典型的な下町地域となっており、戦前からの住宅街でもあるがゆえ現在でも下町情緒溢れる街並みを残している。区の中央部には市内唯一のソープランド街（旧中村遊郭をルーツとする）が位置している。
名古屋市営地下鉄桜通線延伸や名古屋市営地下鉄東部線整備などの計画もあり、今後の発展が注目されているが、未だ実現へ至っていない。

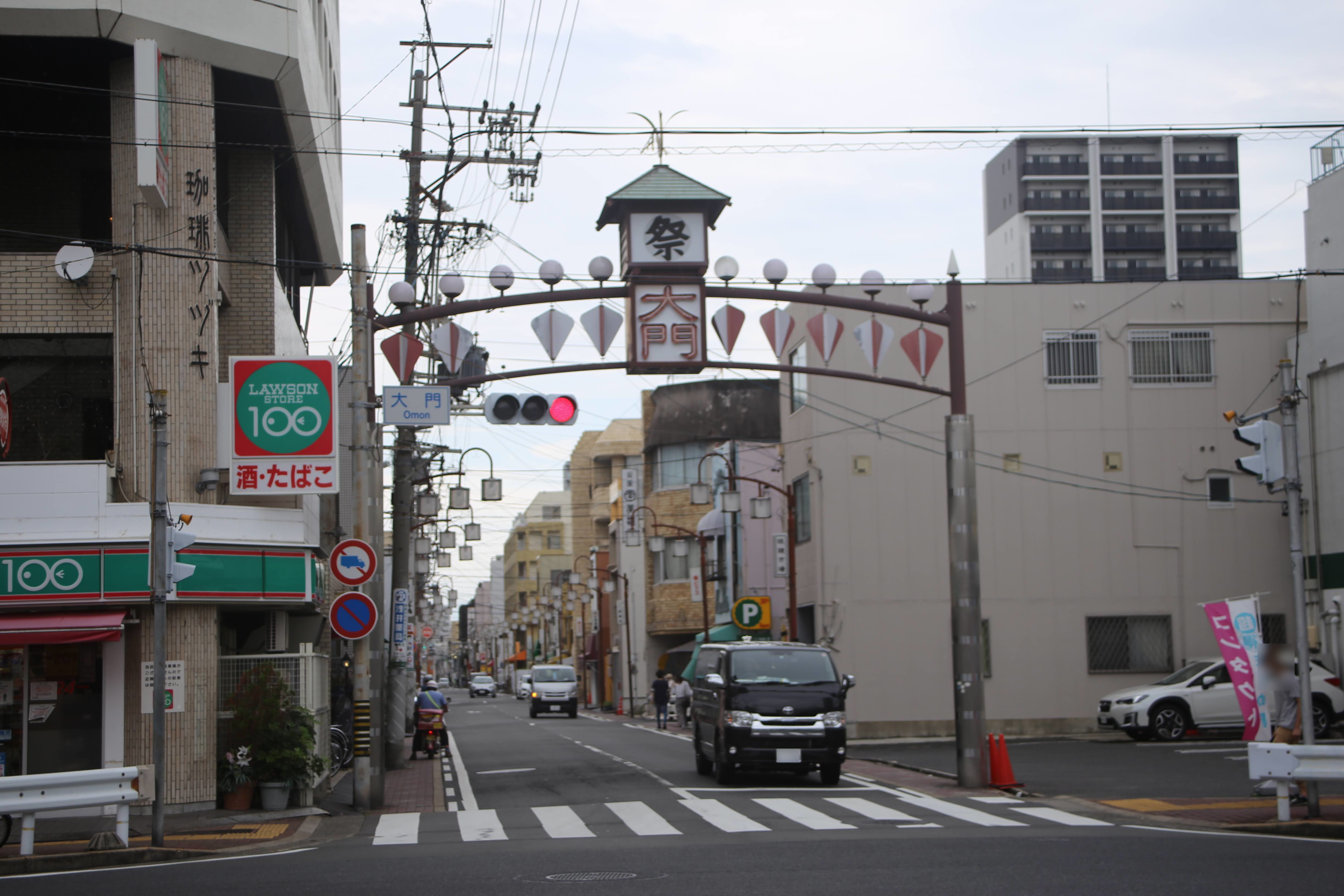
旧中村遊廓をルーツとする新大門商店街
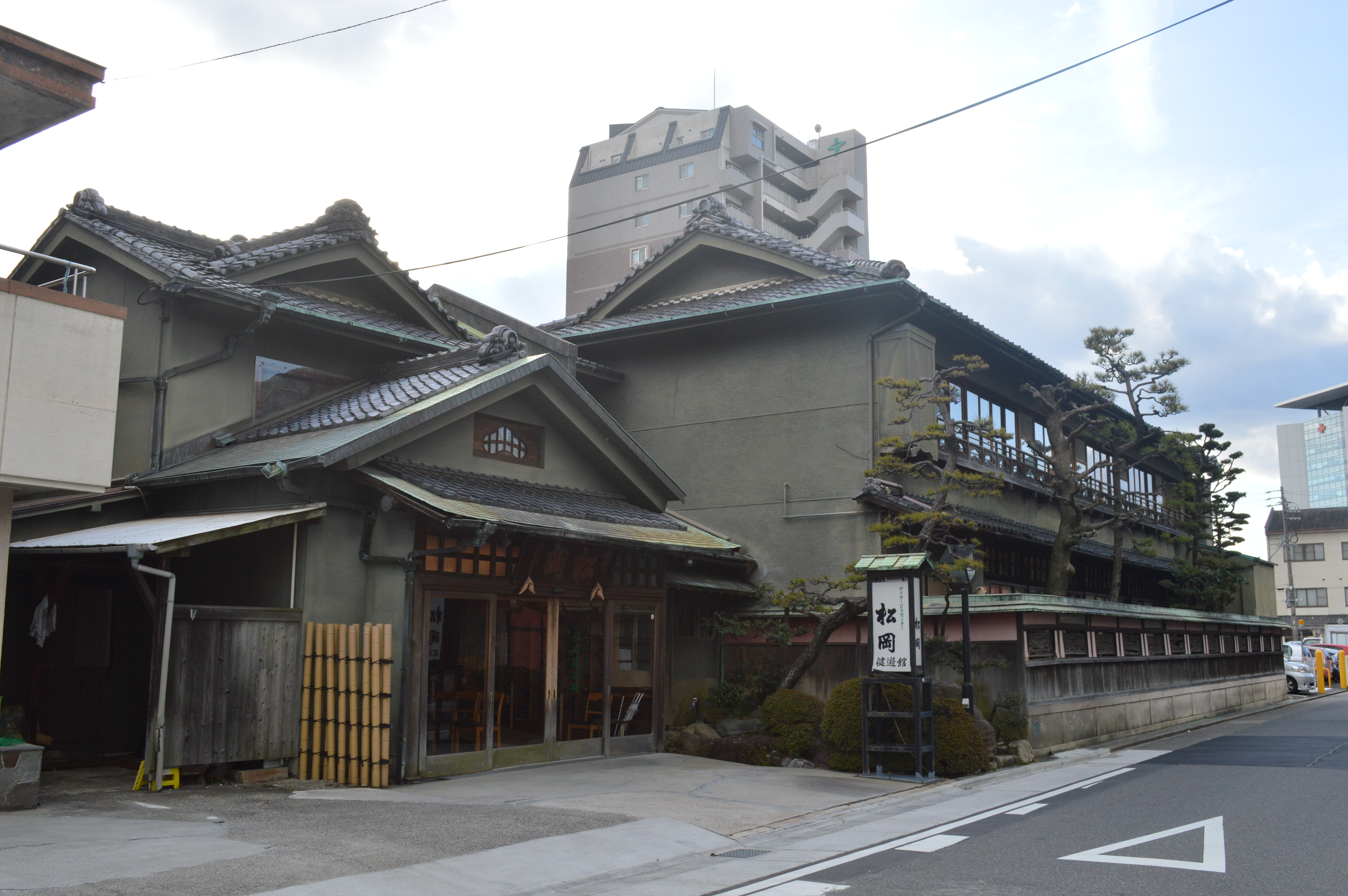
旧中村遊郭にある妓楼建築の「松岡健遊館」（2024年解体）

## 地理

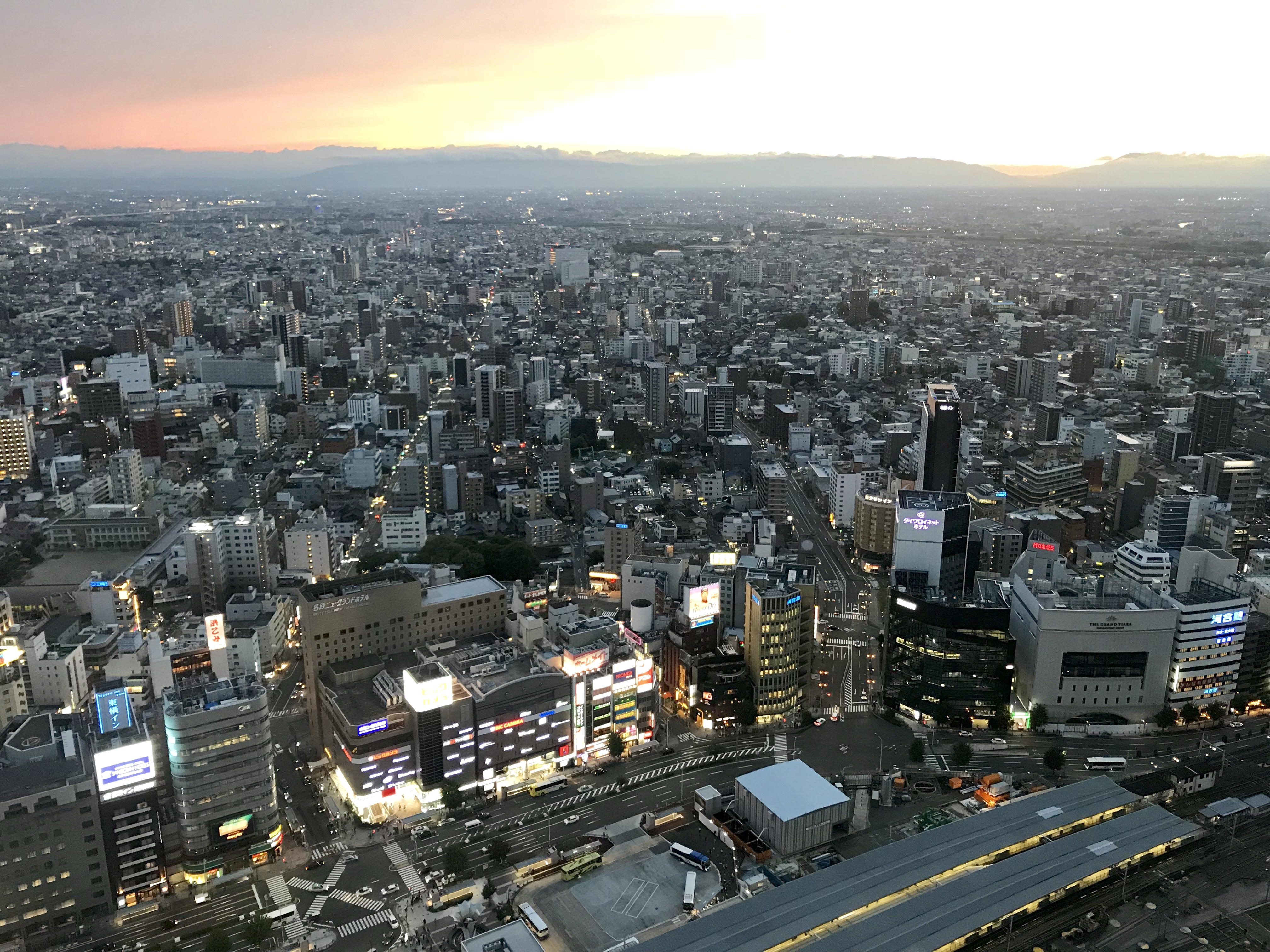
名古屋マリオットアソシアホテルから見た中村区

### 地形

#### 河川
主な川
- 笈瀬川（中川）
- 庄内川
- 柳瀬川（荒子川）

### 地域
主な地域
- 稲葉地（いなばじ）
- 岩塚（いわつか）
- 大門町（おおもんちょう）
- 烏森（かすもり）
- 亀島（かめじま）
- 黄金（こがね）
- 米野（こめの）
- 笹島（ささしま）
- 千成（せんなり）
- 太閤（たいこう）
- 中村公園（なかむらこうえん）
- 則武（のりたけ）
- 八田（はった）
- 本陣（ほんじん）
- 日吉（ひよし）
- 名駅（めいえき）

### 人口
| 中村区の人口の推移 \| 2000年（平成12年） \| 134,778人 \| \| \| 2005年（平成17年） \| 134,487人 \| \| \| 2010年（平成22年） \| 136,192人 \| \| \| 2015年（平成27年） \| 135,968人 \| \| \| 2020年（令和2年） \| 134,677人 \| \| |           |  |
| 総務省統計局 国勢調査より |           |  |
| 2000年（平成12年） | 134,778人 |  |
| 2005年（平成17年） | 134,487人 |  |
| 2010年（平成22年） | 136,192人 |  |
| 2015年（平成27年） | 135,968人 |  |
| 2020年（令和2年） | 134,677人 |  |

### 隣接自治体・行政区
名古屋市の行政区
- 中区
- 西区
- 中川区

他の市町村
- 清須市
- あま市
- 海部郡：大治町

## 歴史

### 古代

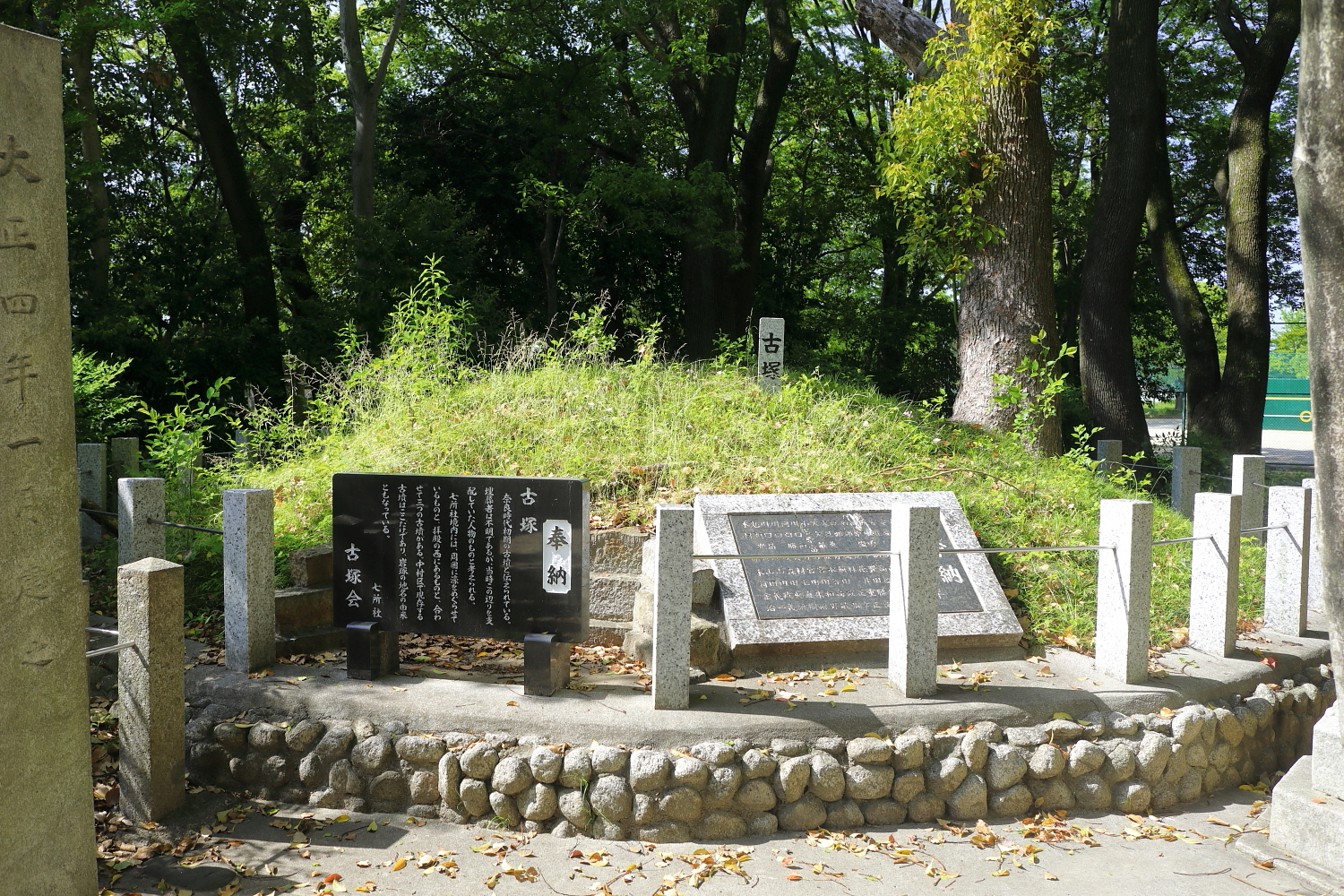
七所社にある古塚。岩塚町の地名由来となる。

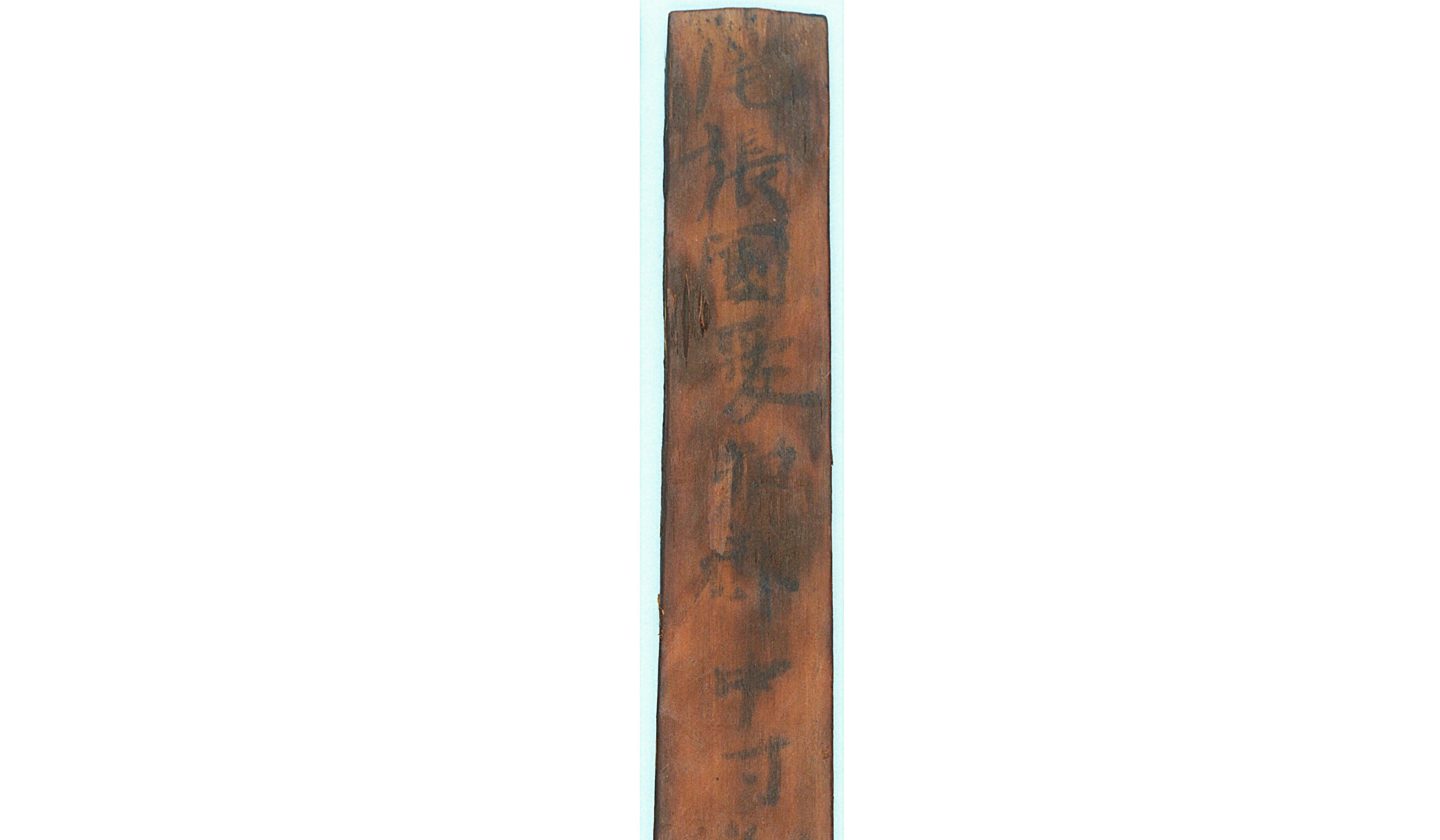
平城京長屋王邸跡から出土した「尾張国愛知郡中寸」と書かれた木簡。奈良時代には「中寸」と書かれていたことが分かる。

沖積平野上に位置し、古墳時代以前の遺跡は乏しい。遊里ヶ池遺跡（道下町3丁目）から縄文土器の出土が僅かに確認できる。古墳は庄内川左岸の岩塚古墳群（岩塚町）や高須賀町で小規模な円墳が確認されている。他に、烏森町の烏森遺跡で古墳時代から平安時代の須恵器が出土する程度である。
「中村」という地名は、奈良時代の律令制下から確認できる古い地名である。史料上の初出は平城京出土の木簡で「尾張国愛知郡中寸」と書かれている。「寸」は「村」の略字で、8世紀以前には「中寸」とも表記されていたことが分かる。平安中期成立の『和名類聚抄』にも愛智郡中村郷の記載があり、律令制下では尾張国愛知郡内の郷（里）の一つであった。この当時に「中村郷」と称されていた地域の範囲は不明だが、概ね現在の中村区中部から北部の一帯であるとするのが定説である。稲葉地町から横井などの中村区南部については律令制下では愛知郡千竈郷であったことが近年判明している。
区内の式内社としては、岩塚町の七所社を愛智郡「御田神社」に比定する説がある。油江天神社（中村町二丁目）は平安末期成立の『尾張国内神名帳』に「油江天神」として記載のある古社である。他に土江神社（日比津町）も、『尾張国内神名帳』記載の古社に比定されている。

### 中世
鎌倉時代には律令制下の中村郷が分割され、「上中村郷」「下中村郷」などに分かれていたことが知られている。当時の中村は国衙領と考えられるが、鎌倉後期の『熱田宮領注進状案』に「上中村郷」とあり、熱田神宮領もあったらしい。鎌倉期から南北朝期の熱田神宮関連史料には「岩墓郷」（後の岩塚町）、「大脇郷」（後の大秋町）、「泥津郷」（後の日比津町）、「薦野郷」（後の米野町）などが見え、後の地名に通じるいくつかの郷が成立していた。伊勢神宮領の一楊御厨も現在の中村区南西部まで及んでいた。
中世には鎌倉街道の経由地となっており、特に東宿町は萱津宿の庄内川東岸の宿場として栄え、13世紀の『東関紀行』に「かやつの東宿」として記録が残っている。しかし室町期には海岸線の南下により街道のルートが変化し、萱津宿も衰退した。
戦国期には織田信秀が中村郷に給知を得たらしく、織田秀敏に相続された記録が残る。天正年間の『信雄分限帳』には「中村の郷内　大屋十郎兵衛」とあり大屋十郎兵衛らが知行地を与えられていた。
豊臣秀吉は現在の中村区域に相当する尾張国愛知郡中村郷中中村に生まれており、太閤、千成、日吉、豊臣、本陣など、秀吉に関する地名や小学校名が多い。また、熊本城などを筆頭に築城の名手であった加藤清正も中村生まれである。

### 近世
江戸期には愛知郡上中村、下中村が成立し、これらの村名が後に区名として採用されることになる。中村区内にあった江戸期の村としては他に、岩塚村、中野高畑村、大秋村、中島村、稲葉地村、日比津村、栄村、米野村、烏森村、平野村、牧野村、広井村などがあった。
1636年（嘉永13年）、東海道の脇往還として、佐屋街道が整備され、砂子村から宿場が差し替えられ、岩塚村（現在の愛知県名古屋市中村区岩塚町）に岩塚宿が設置された。
歌舞伎役者の初代中村勘三郎は中村と縁があり、出自は名古屋中村とも言われている。

### 近代
明治期に愛知郡上中村、下中村、岩塚村、中野高畑村、大秋村、中島村、稲葉地村、日比津村、栄村が複数回の合併を経て、1906年（明治39年）に愛知郡中村が成立した。ただし栄村の一部は名古屋区に編入されている。1921年（大正10年）に愛知郡中村は名古屋市に編入され、名古屋市西区の一部となる。
1923年（大正12年）4月1日 、中村遊廓（または中村旭廓）が開業。ただし当時の新聞記事によると、4月1日に一斉移転できたわけではなく、一部の業者は移転未了のままのスタートだった。新生中村遊廓は、日吉（ひよし）・寿町（ことぶき）・大門（おおもん）・羽衣（はごろも）・賑（にぎわい）の5つの町からなっていたため、五町街（ごちょうまち） または五丁町（ごちょうまち）と呼ばれた。

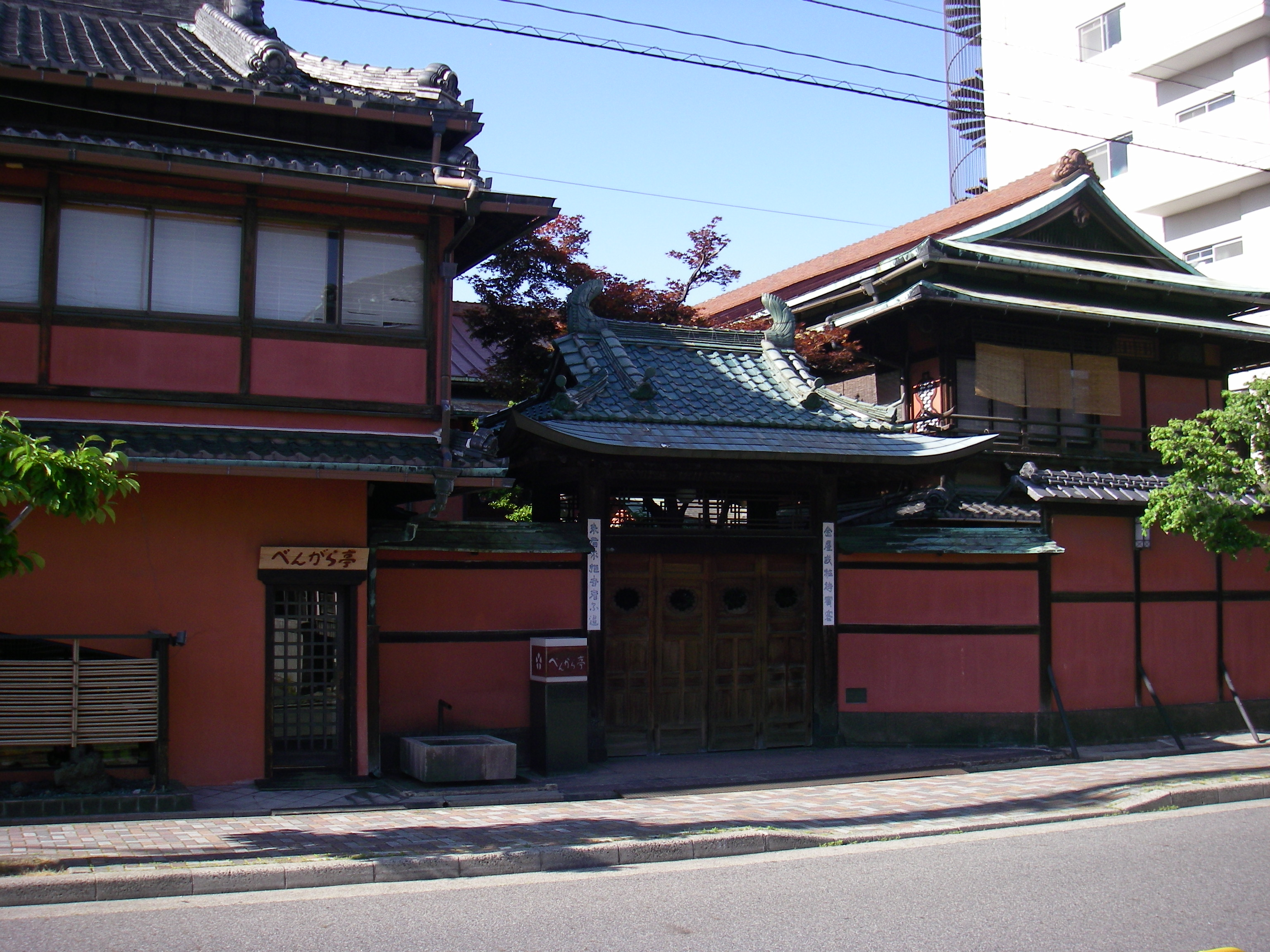
名古屋市都市景観重要建築物等に指定されている料亭「稲本」

### 近現代
1937年（昭和12年）10月1日、西区と中区の一部から旧愛知郡中村の領域とその周辺地域を分離して中村区が新設された。その後、中川区との間で、境界線を概ね関西本線に合わせるよう修正している。
区の人口は1960年代後半に20万人台に達し、市内で最多の住民を擁する地域となったが、それ以降は名古屋東方への市街地拡大や、高い人口密度による生活環境の悪化により急速に人口流出が進み、2000年代前半には13万人台まで減少した。しかし、名古屋駅至近の立地から区東部を中心にマンション建設が進み、現在は再び増加傾向にある。

## 政治

### 行政

#### 役所
区役所
- 中村区役所
  - 2023年（令和5年）1月4日に竹橋町36番31号から、約1km北西の松原町一丁目23番地の1の中村区役所等複合庁舎（区役所・保健センター・土木事務所・市税事務所）に移転した[5]。

その他

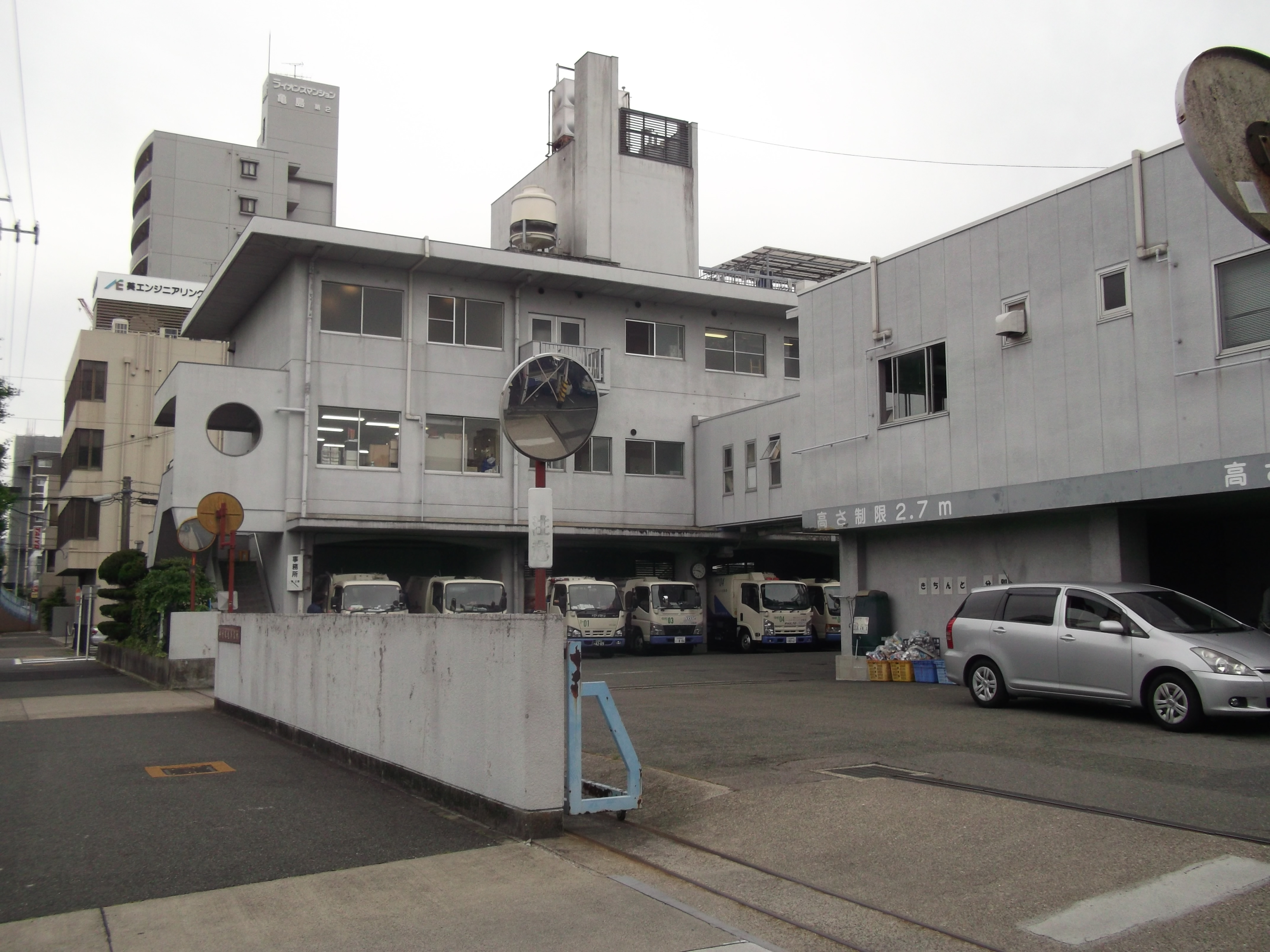
名古屋市中村環境事務所

- 名古屋市中村環境事務所

## 出先機関・施設

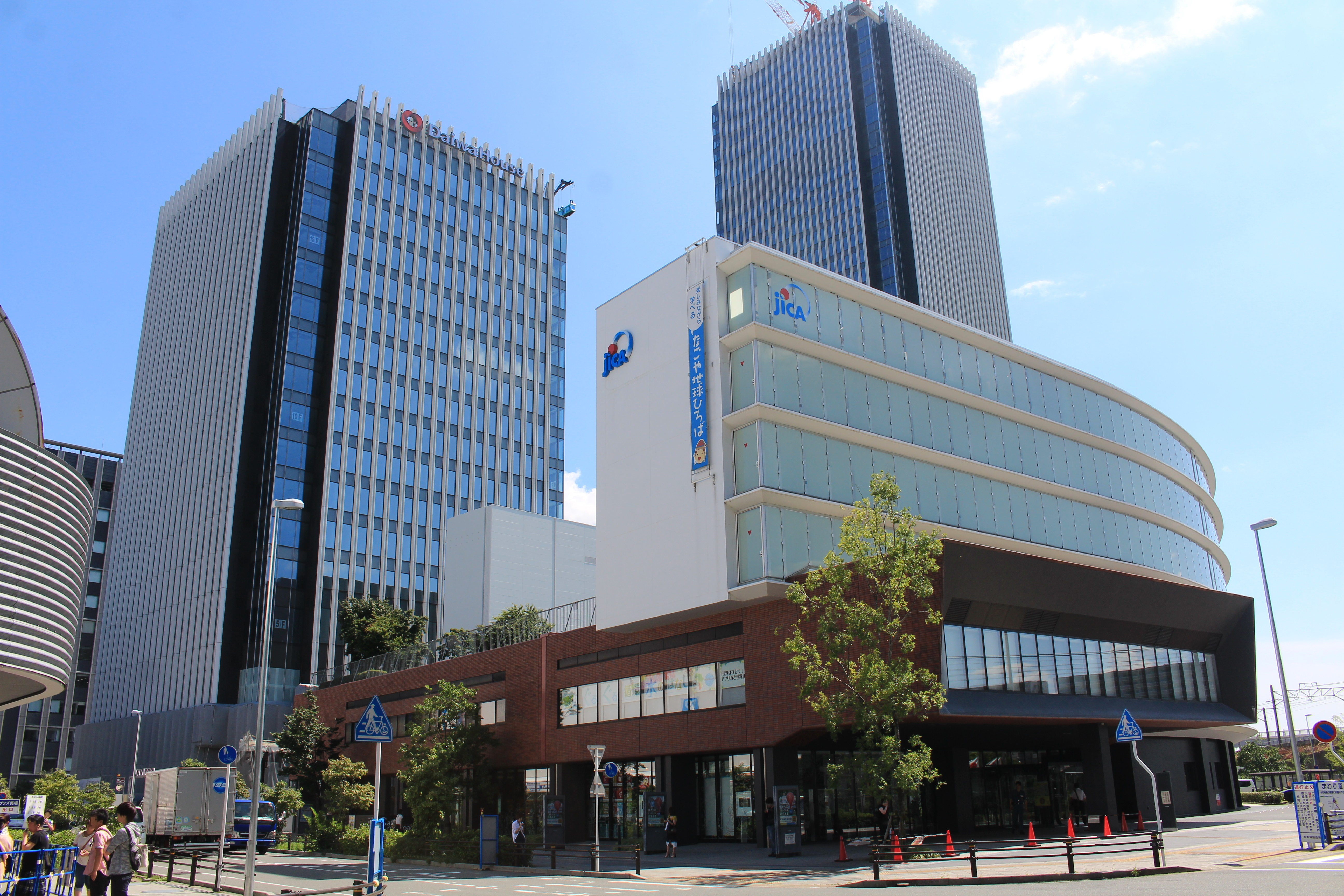
JICA中部

### 国家機関

#### 外務省
- 国際協力機構 JICA中部

#### 経済産業省
- 産業技術総合研究所 中部センター
  - 名古屋駅前サイト（愛知県産業労働センター15階）

#### 厚生労働省
- 愛知労働局
  - 名古屋西労働基準監督署
  - 名古屋中公共職業安定所

#### 財務省
国税庁
- 名古屋国税局 名古屋中村税務署

#### 防衛省
自衛隊
- 自衛隊愛知地方協力本部 名古屋出張所

#### 特殊法人
日本年金機構
- 中村年金事務所

### 施設

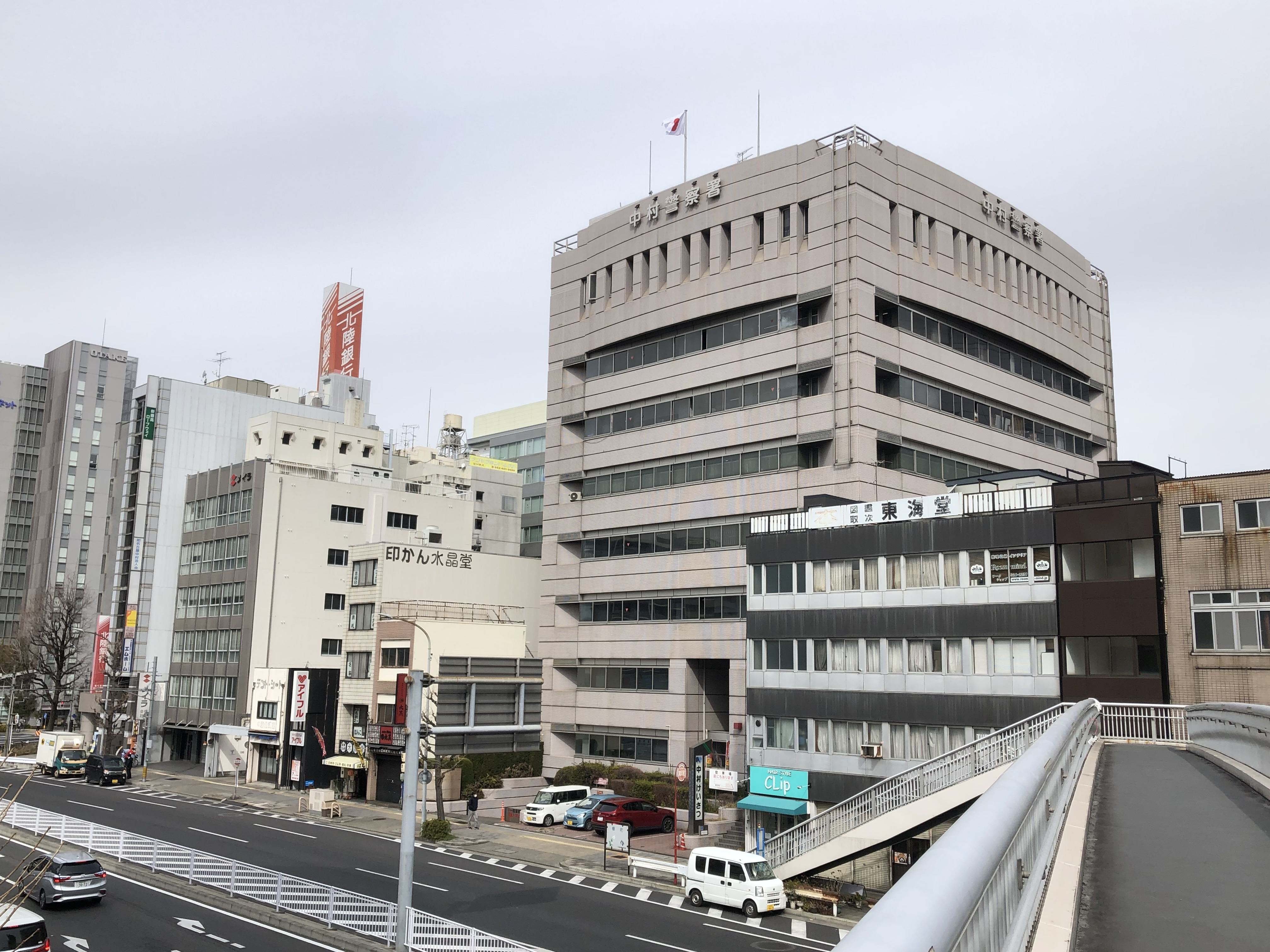
愛知県中村警察署

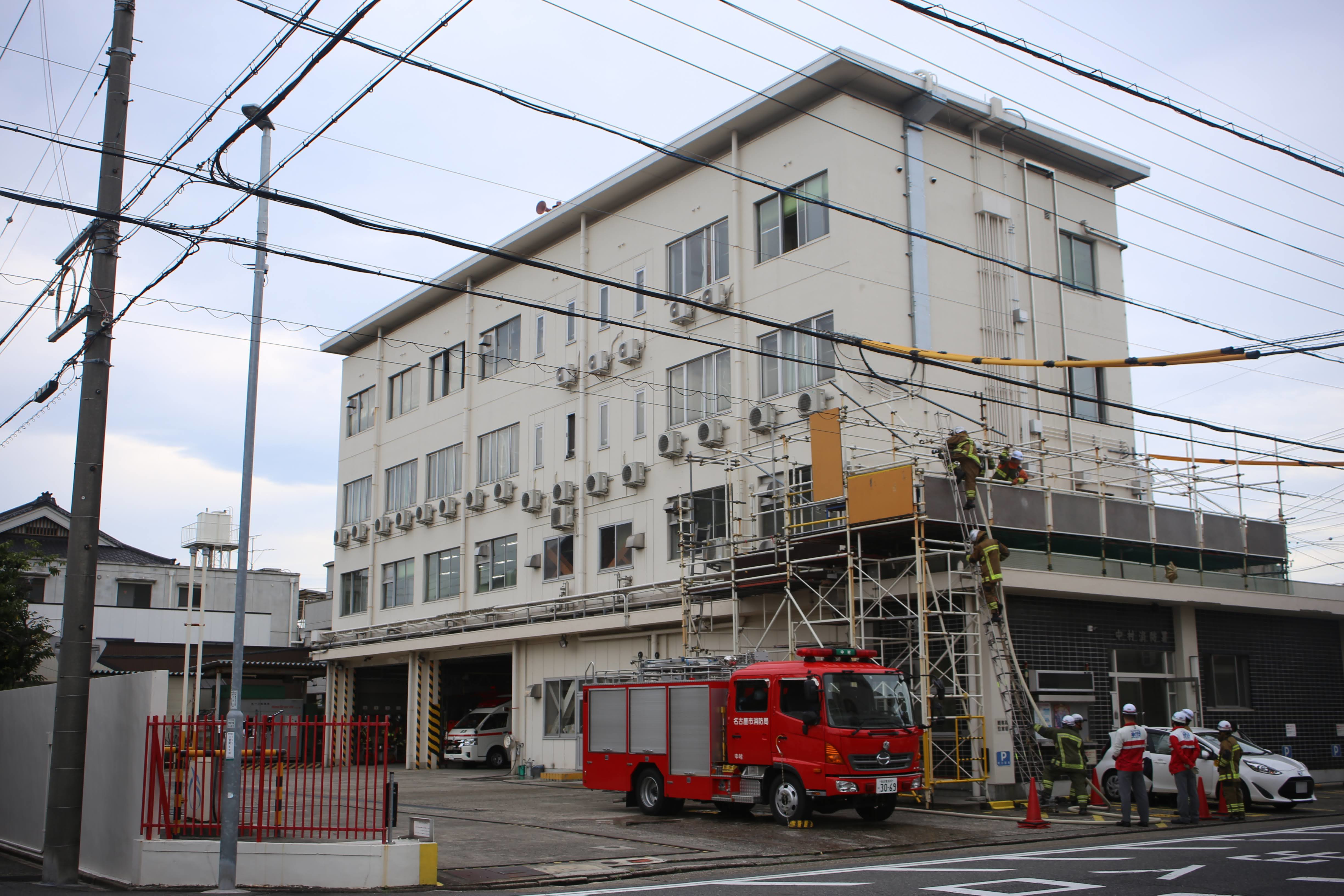
名古屋市中村消防署

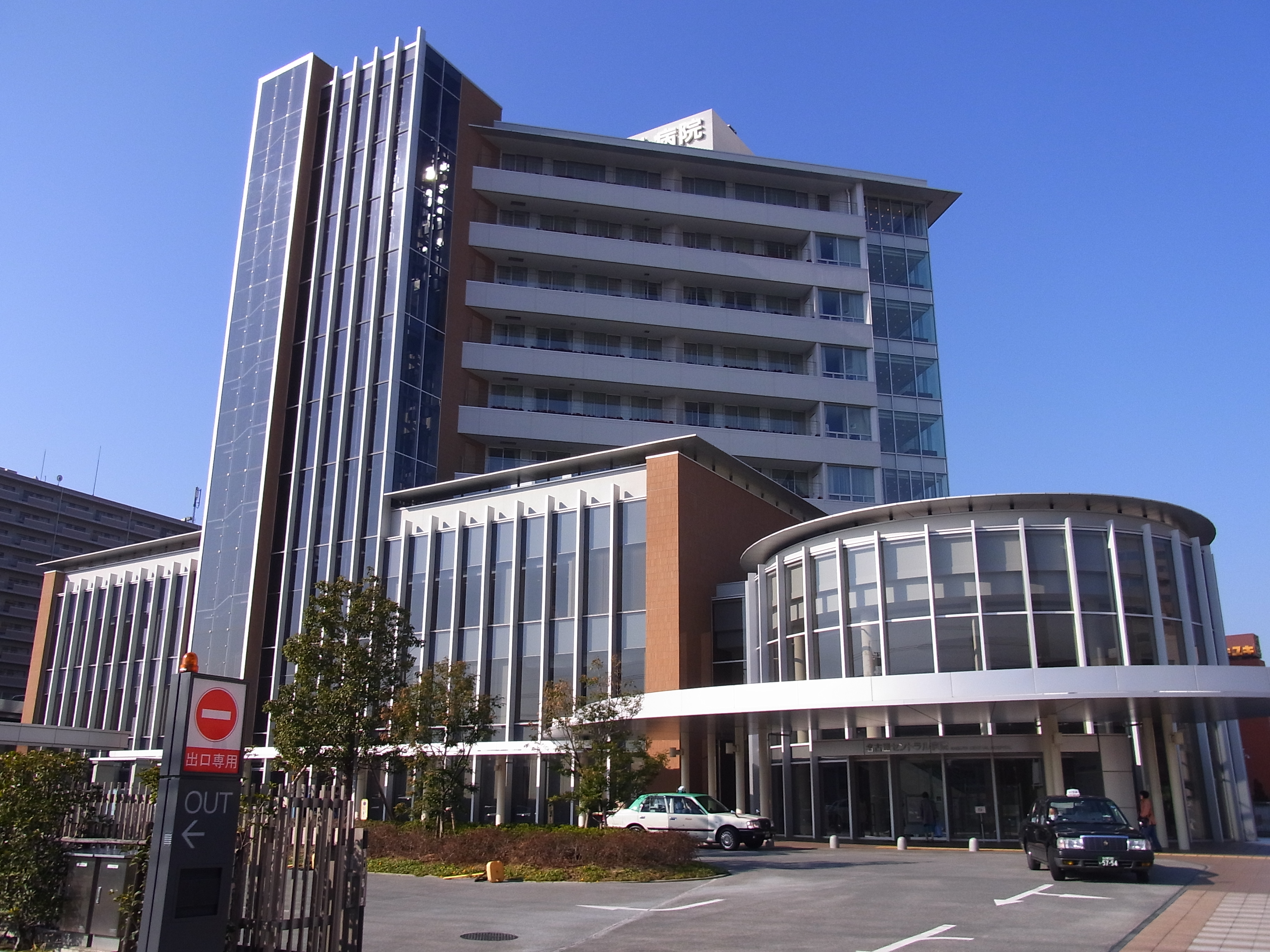
名古屋セントラル病院

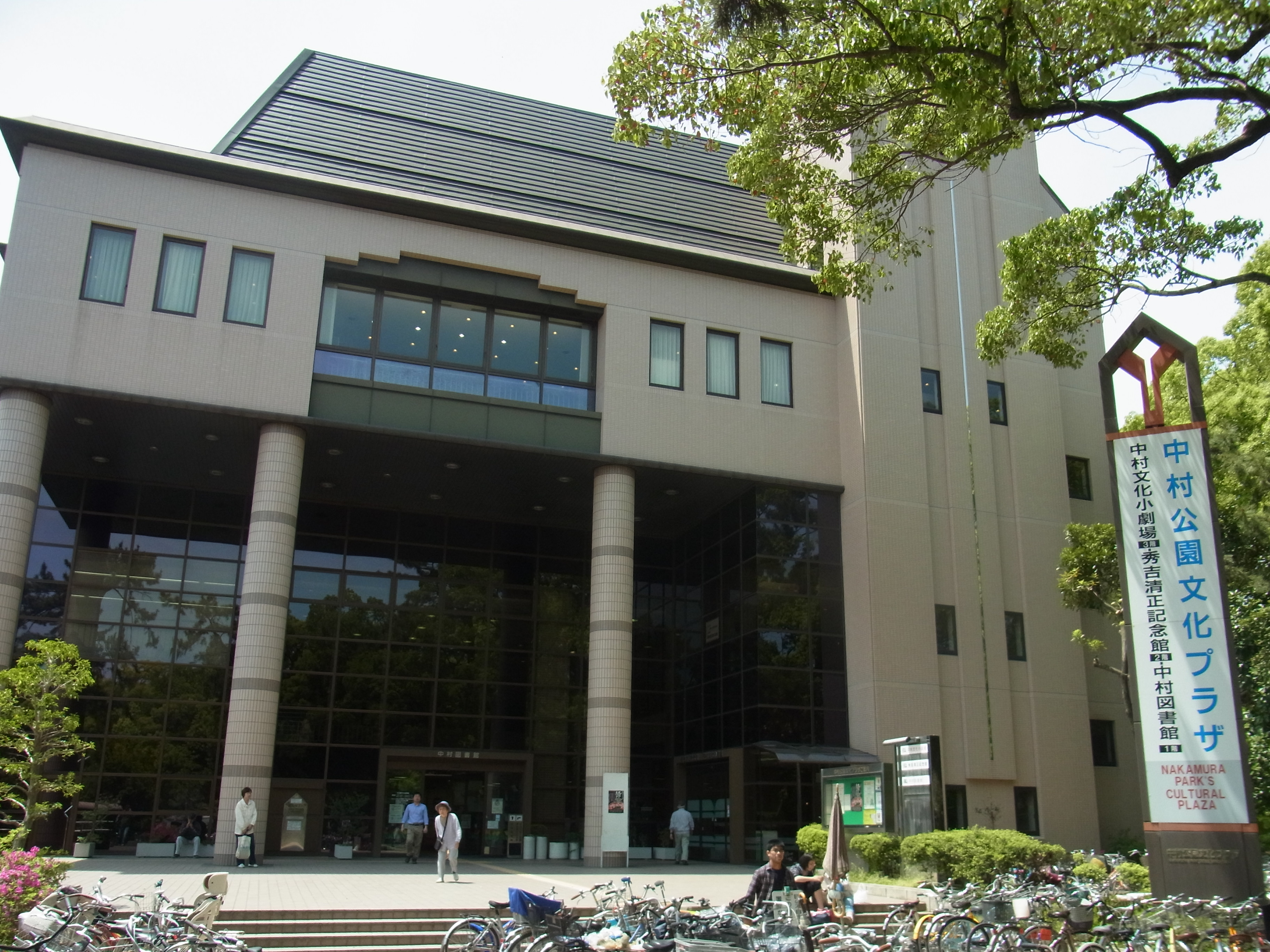
名古屋市中村図書館
中村公園文化プラザ

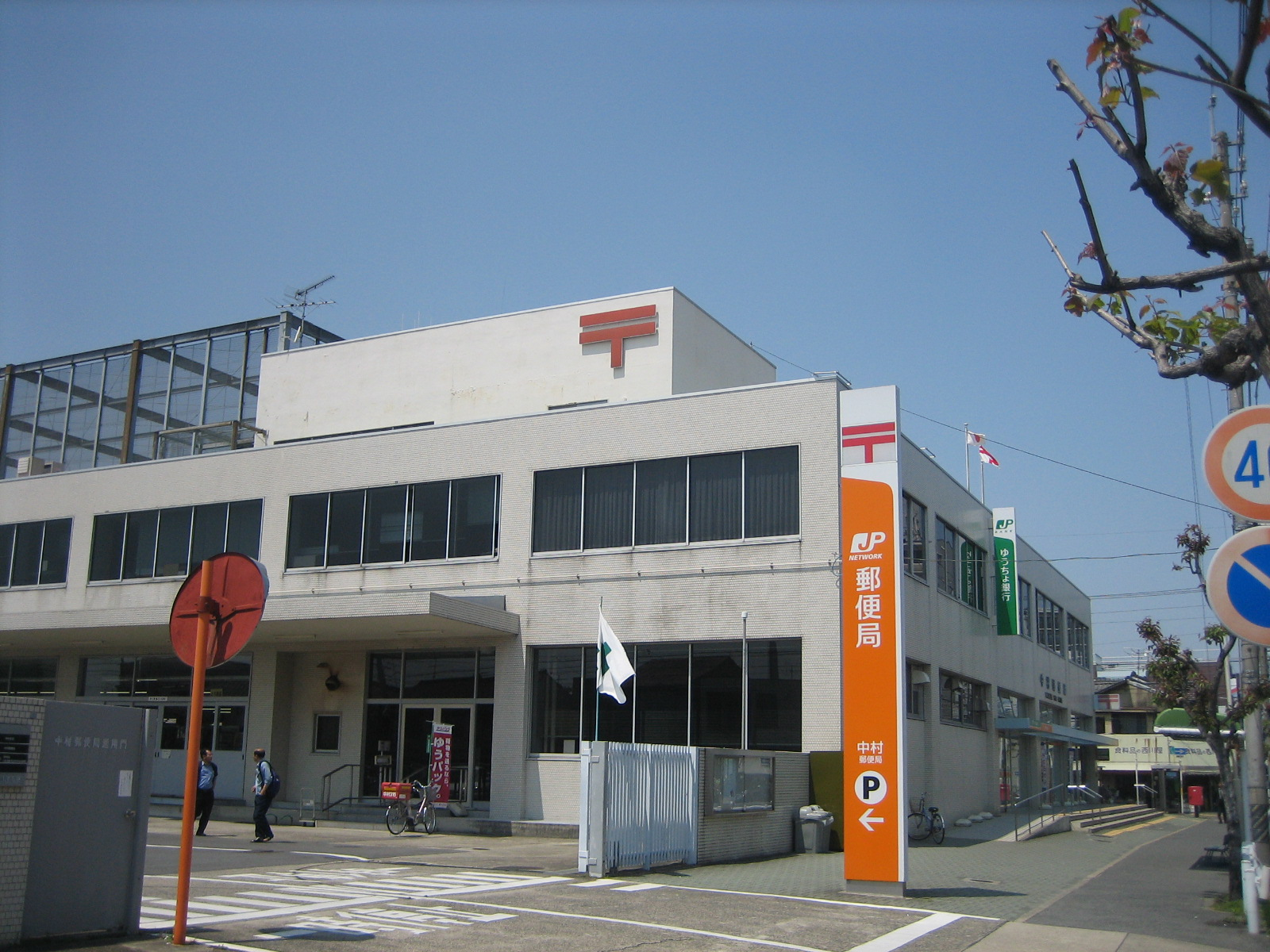
中村郵便局

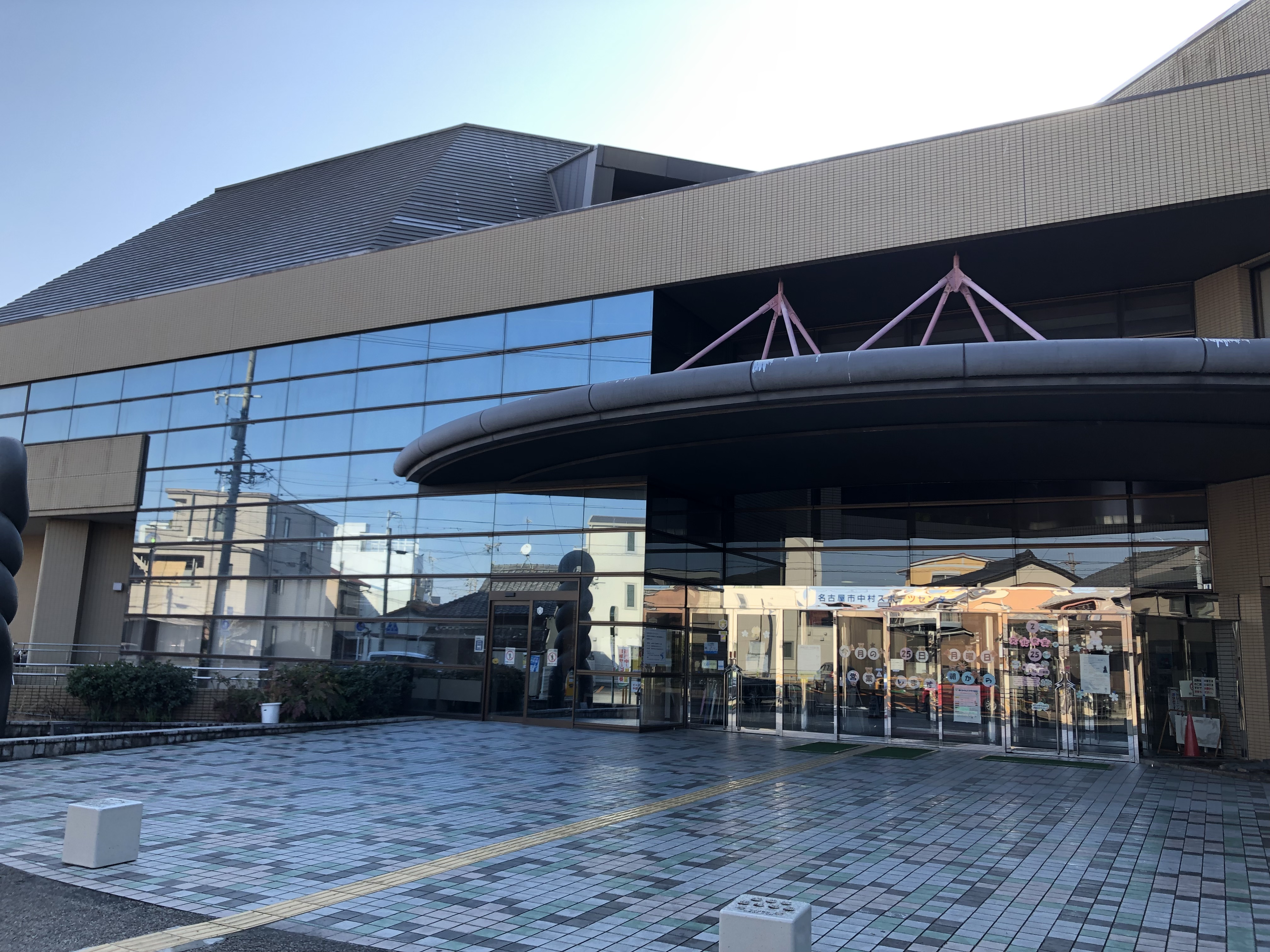
名古屋市中村スポーツセンター

#### 警察
警察署
- 愛知県中村警察署

交番
- 日比津交番（高道町6丁目）
- 則武交番（松原町4丁目）
- 亀島交番（亀島2丁目）
- 名古屋駅西交番（名駅1丁目）
- 名古屋駅交番（名駅1丁目）
- 新明交番（名駅3丁目）
- 笹島交番（名駅南2丁目）
- 六反交番（名駅南5丁目）
- 米野交番（権現通1丁目）
- 柳交番（畑江通6丁目）
- 岩塚交番（岩塚町4丁目）
- 稲葉地交番（稲葉地本通2丁目）
- 中村交番（中村町）
- 大門交番（寿町）
- 牧野交番（竹橋町）
- 日吉交番（大宮町3丁目）

#### 消防
消防署
- 名古屋市中村消防署

出張所
- 日比津出張所（中村区高道町5-2-18）
- 椿出張所（中村区則武2-1-21）
- 岩塚出張所（中村区剣町158）

#### 医療・福祉
主な病院
- 偕行会城西病院
- 名古屋セントラル病院
- 日本赤十字社愛知医療センター名古屋第一病院

#### 郵便局
郵便番号
郵便番号は以下の通りとなっている。
- 中村郵便局：453-00xx、453-08xx、453-85xx、453-86xx、453-87xx
- 名古屋西郵便局（西区）：450-00xx、450-60xx、450-62xx、450-64xx、450-85xx、450-86xx、450-87xx

主な郵便局
- 中村郵便局
- 名古屋中央郵便局（JPタワー名古屋・KITTE名古屋）

#### 文化施設
図書館
- 名古屋市中村図書館 - 中村公園文化プラザにある。

劇場
- Zepp 名古屋
- シネマスコーレ
- 名古屋四季劇場
- 中村文化小劇場（中村公園文化プラザ）
- 名古屋市演劇練習館
- 名鉄ホール

#### 運動施設
- 稲葉地公園野球場
- 名古屋市中村スポーツセンター
- 名古屋競輪場

## 対外関係

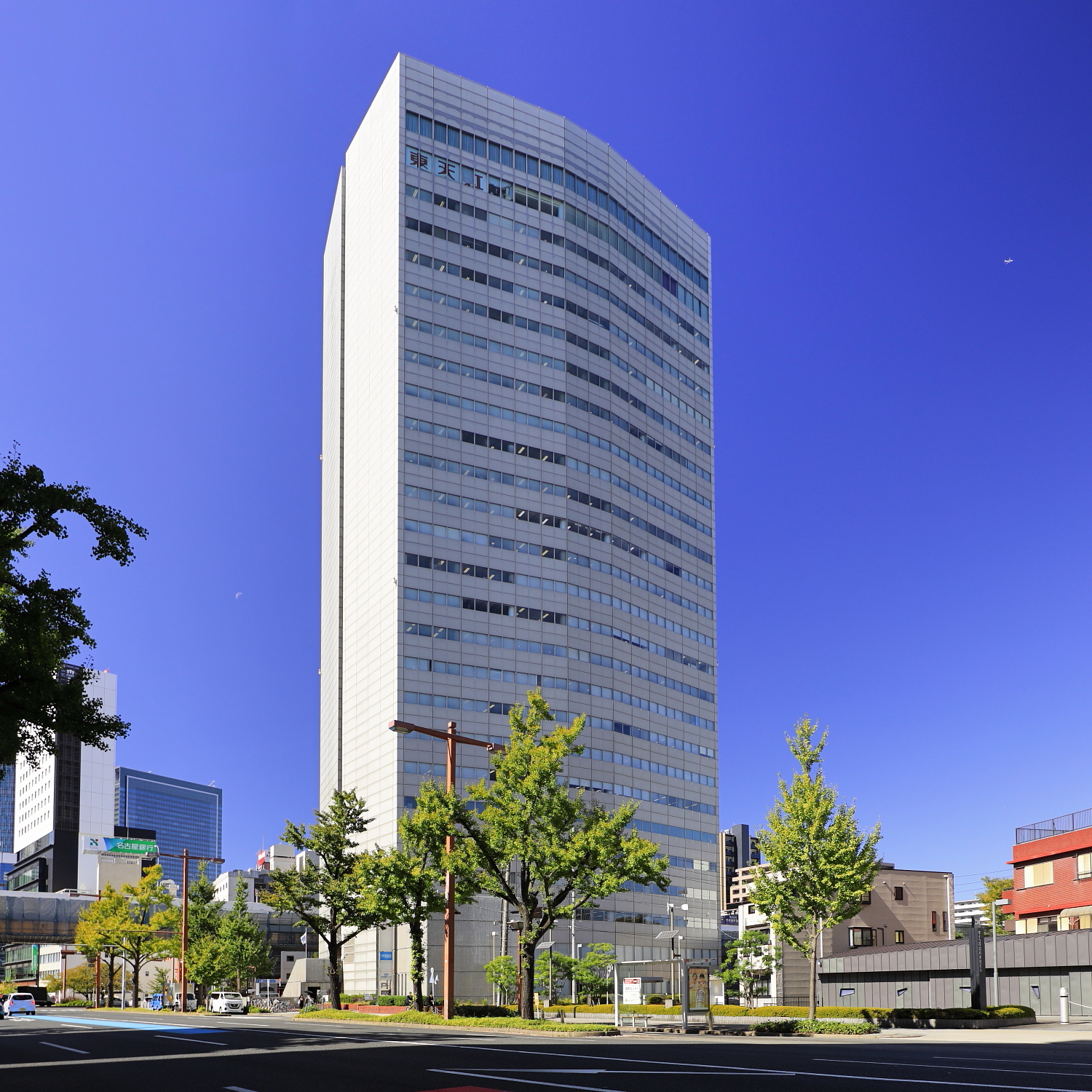
名古屋国際センター

### 国際機関

#### 国際連合機関
- 国際連合地域開発センター

#### 領事館
総領事館
- 駐名古屋大韓民国総領事館

領事館
- 在名古屋アメリカ合衆国領事館

名誉総領事館
- 在名古屋コスタリカ共和国名誉総領事館

名誉領事館
- 在名古屋オーストリア共和国名誉領事館
- 在名古屋カザフスタン共和国名誉領事館
- 在名古屋ケニア共和国名誉領事館
- 在名古屋スペイン王国名誉領事館
- 在名古屋デンマーク王国名誉領事館
- 在名古屋フィンランド共和国名誉領事館
- 在名古屋フランス共和国名誉領事館
- 在名古屋ブルキナ共和国名誉領事館
- 在名古屋ポルトガル共和国名誉領事館
- 在名古屋メキシコ合衆国名誉領事館
- 在名古屋ルーマニア国名誉領事館

## 経済

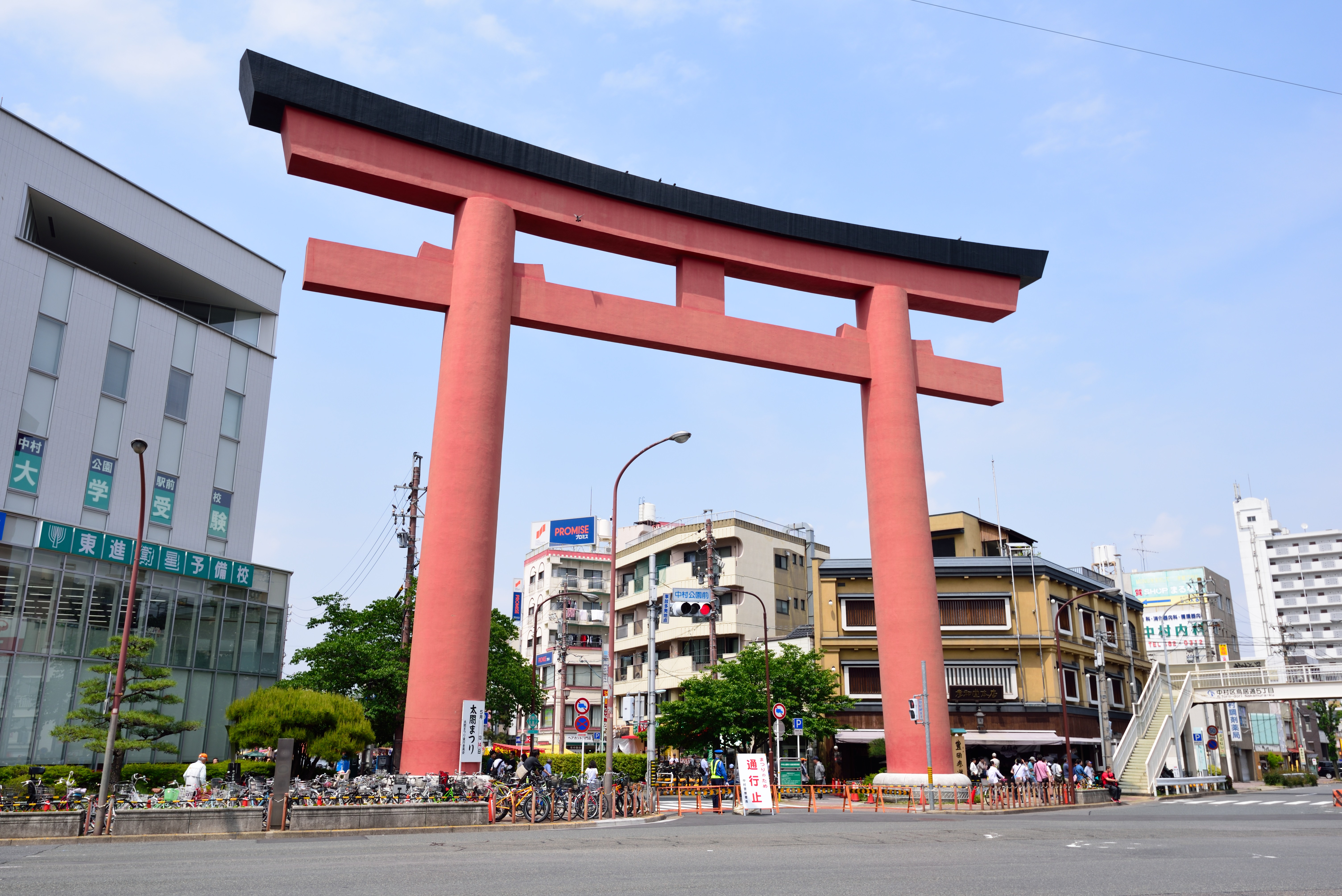
中村公園駅前

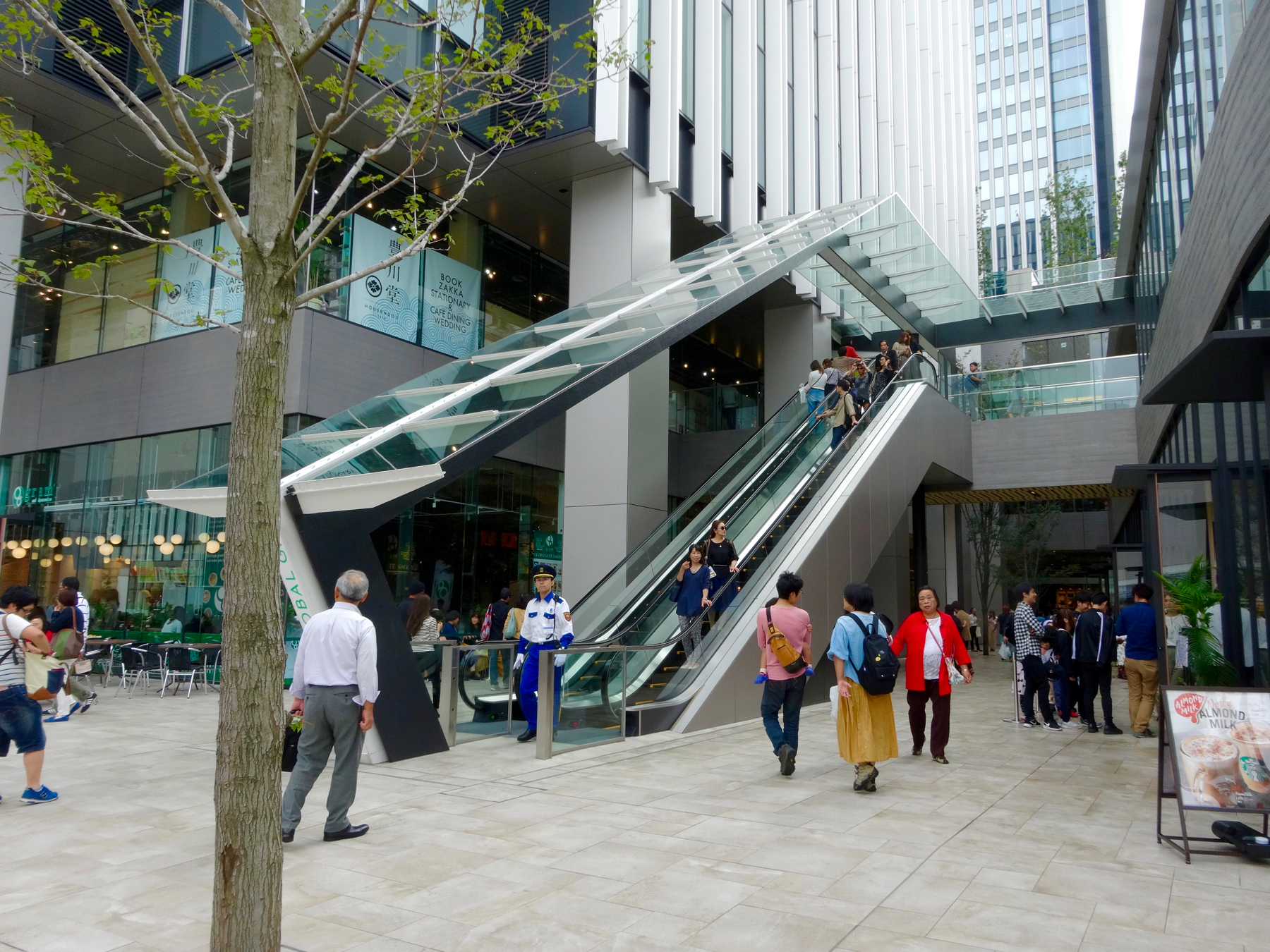
グローバルゲート

| 名駅・桜通口 |  | 椿町・太閤通口 |
| 名駅・桜通口 |  | 椿町・太閤通口 |

### 第三次産業

#### 商業
主な繁華街
- 名駅
- 太閤通
- 八田
- 烏森町
- ささしまライブ24

百貨店
- ジェイアール名古屋タカシマヤ
- 名鉄百貨店
- 近鉄百貨店名古屋店（近鉄パッセ）

スーパーマーケット
- パレマルシェ中村
- ピアゴ（旧・ユニー） - 中村店
- アオキスーパー - 烏森店、中村店、八田店
- 成城石井 - 名古屋駅広小路口店
- ナフコトミダ - 千成店
- フィール - 栄生店
- ヤマナカ - 稲葉地店、八田フランテ館、則武店
- マックスバリュ - 向島店、太閤店
- コノミヤ - 日比津店

家電量販店
- ビックカメラ - 名古屋駅西店
- エディオン - 名古屋本店
- ヤマダデンキ - LABI名古屋
- CaDen - 中村店

ホームセンター
- DCM - 八田店、名古屋黄金店

その他の商業施設
- グローバルゲート

書店等
- 三省堂書店 - 名古屋本店
- ジュンク堂書店 - 名古屋店
- タワーレコード - 名古屋近鉄パッセ店
- ゲオ - 亀島店

## 情報・生活

### マスメディア

#### 新聞社
- 毎日新聞中部本社（毎日新聞）
- 中部経済新聞社（中部経済新聞）
  - 日刊ゲンダイ 名古屋総局
- 産業経済新聞社中部総局（産経新聞）

#### 放送局
テレビ
- 中京テレビ放送
- TBS[注釈 3] 名古屋支局

#### 中継局
- 名古屋駅新幹線口エスカ地下街中継局

### ライフライン

#### 電力
- 中部電力

#### ガス
- 東邦ガス

#### 上下水道
- 名古屋市上下水道局

#### 電信
- NTT西日本

## 交通

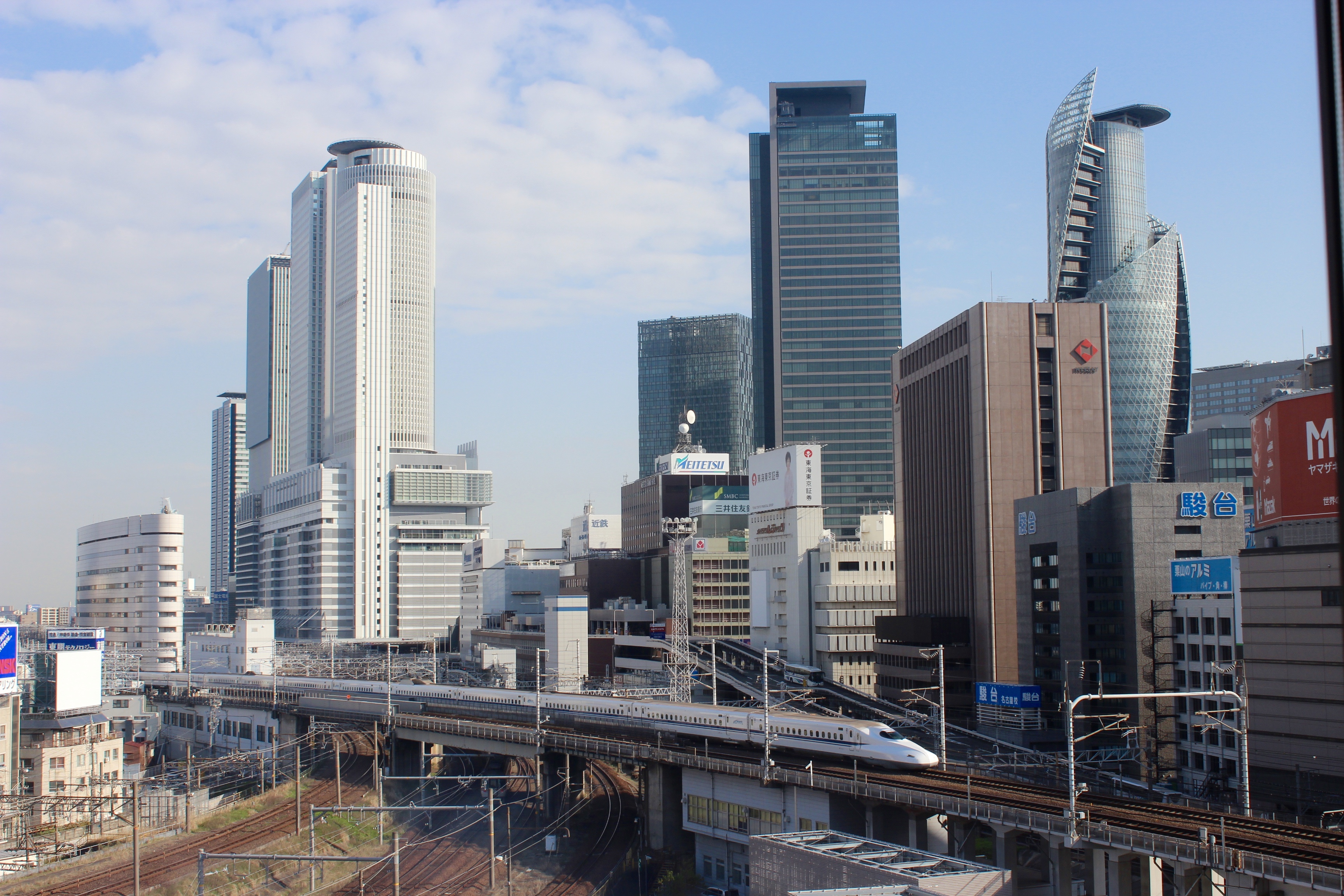
名古屋駅

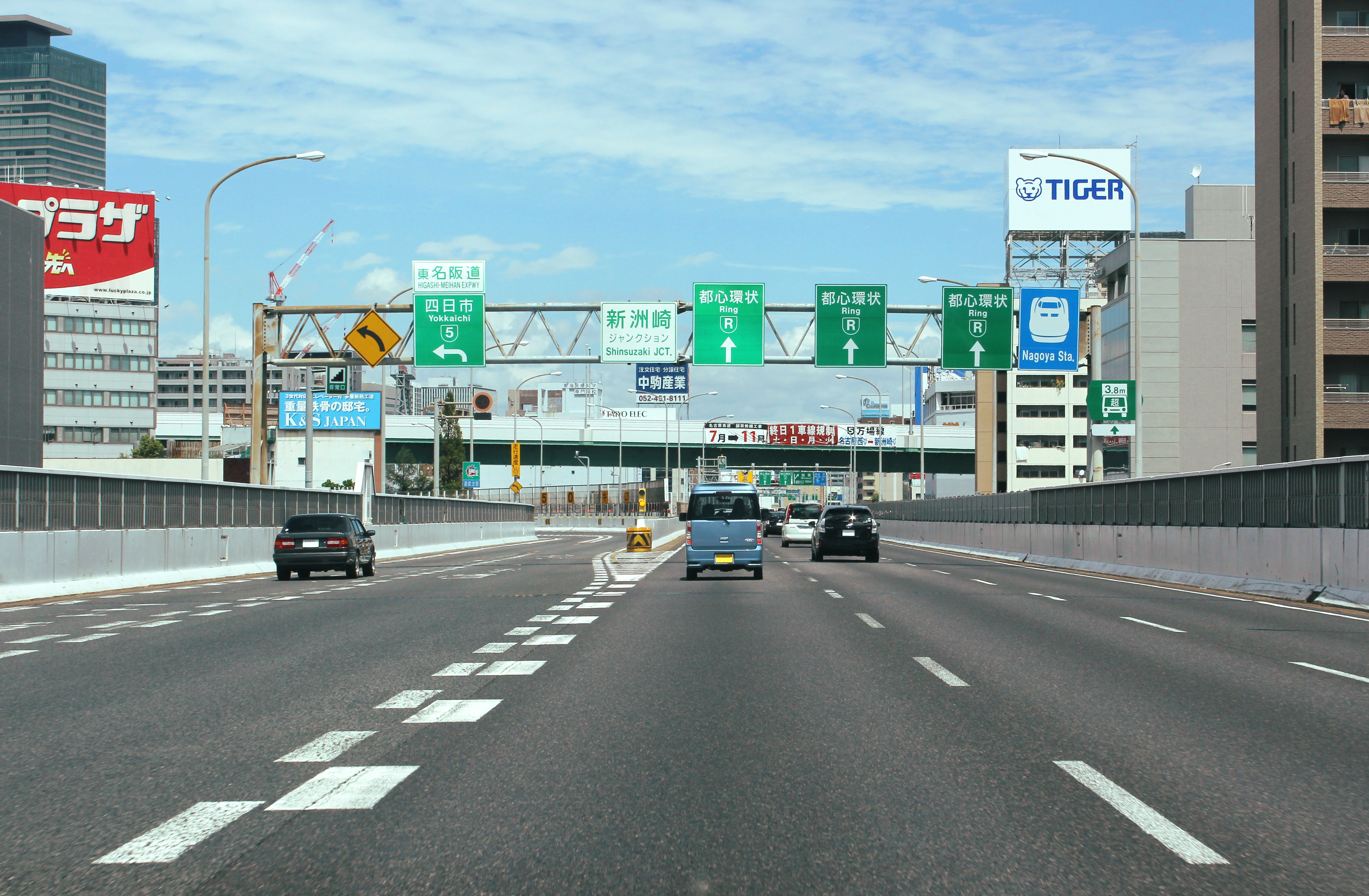
新洲崎JCT

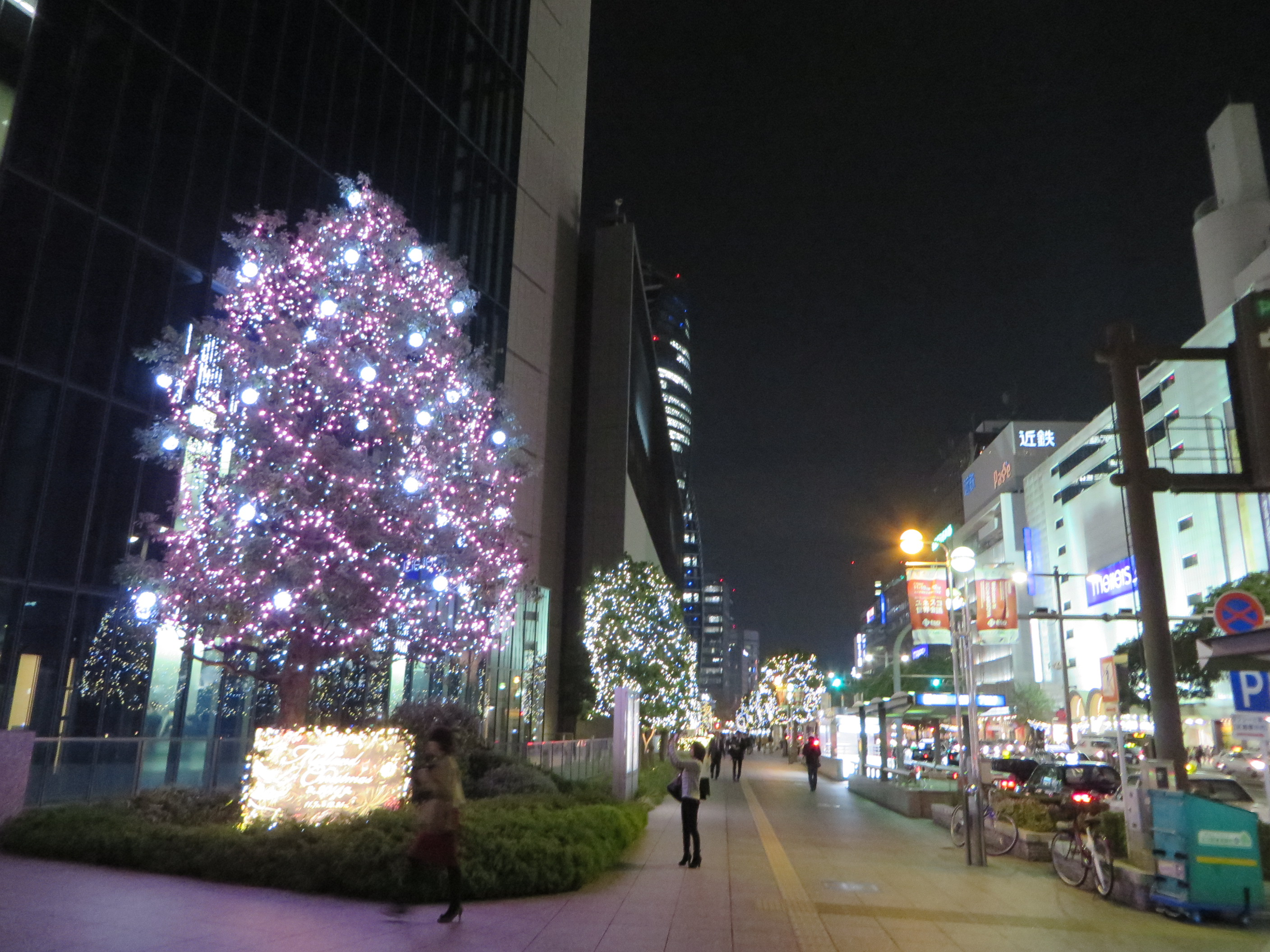
名駅通

### 鉄道
JR、名鉄、近鉄、地下鉄の名古屋駅（名駅）が所在する。

#### 鉄道路線
東海旅客鉄道（JR東海）
■ 東海道新幹線：（岐阜県羽島市）- 名古屋駅 -（安城市）
■ 東海道本線：（清須市）- 名古屋駅 -（名古屋市中川区）
■ 中央本線：名古屋駅 -（名古屋市中川区）
■ 関西本線：名古屋駅 - （笹島信号場） - 八田駅 -（名古屋市中川区）
名古屋鉄道（名鉄）
■ 名古屋本線：（名古屋市西区）- 名鉄名古屋駅 -（名古屋市中川区）
※ 北隣の栄生駅も、当区と西区との境に所在する。
近畿日本鉄道（近鉄）
■ 名古屋線：近鉄名古屋駅 - 米野駅 - 黄金駅 - 烏森駅 - 近鉄八田駅 -（名古屋市中川区）
名古屋臨海高速鉄道
■西名古屋港線（あおなみ線）：名古屋駅 - ささしまライブ駅 -（笹島信号場）-（名古屋市中川区）

#### 地下鉄
名古屋市交通局（名古屋市営地下鉄）
■ 東山線：（名古屋市中区）- 名古屋駅 - 亀島駅 - 本陣駅 - 中村日赤駅 - 中村公園駅 - 岩塚駅 -（名古屋市中川区）
■ 桜通線：太閤通駅 - 名古屋駅 - 国際センター駅 -（名古屋市中区）
※ 地下鉄八田駅は中川区に所在するが、当区から徒歩圏内にある。

### バス

#### バス路線
- 名古屋市営バス
  - 名古屋市営バス稲西営業所
- 名鉄バス
  - 名鉄バス名古屋中央営業所
- 三重交通

主なバスターミナル
- 名古屋市交通局
  - 名古屋駅バスターミナル
  - 本陣バスターミナル
  - 中村公園バスターミナル
- 名鉄バス
  - 名鉄バスセンター

### 道路

#### 高速道路
名古屋高速道路
- 都心環状線：（名古屋市中川区）- 新洲崎JCT - 錦橋出口/名駅入口 -（名古屋市西区）
- 5号万場線：新洲崎JCT -（名古屋市中川区）- 烏森出入口 -（名古屋市中川区）

#### 国道
- 区内には一般国道が1本も走っていない。

#### 県道
主要地方道
- 愛知県道60号名古屋長久手線（広小路通）
- 愛知県道68号名古屋津島線（太閤通・名駅通・桜通）

一般県道
- 愛知県道106号鳥ヶ地名古屋線
- 愛知県道107号中川中村線（江川線）
- 愛知県道115号津島七宝名古屋線
- 愛知県道190号名古屋一宮線
- 愛知県道200号名古屋甚目寺線（外堀通）
- 愛知県道229号八田停車場線

#### 市道
主要地方道
- 名古屋市道名古屋環状線（環状線）
- 名古屋市道愛知名駅南線（名駅通）
- 名古屋市道山王線（名駅通）
- 名古屋市道江川線（江川線）

#### 幹線道路の道路通称名
＜南北の通り＞
- 環状線
- 名駅通
- 江川線

＜東西の通り＞
- 外堀通
- 桜通
- 錦通
- 太閤通
- 広小路通
- 若宮大通
- 大須通

## 教育

### 専門職大学
私立

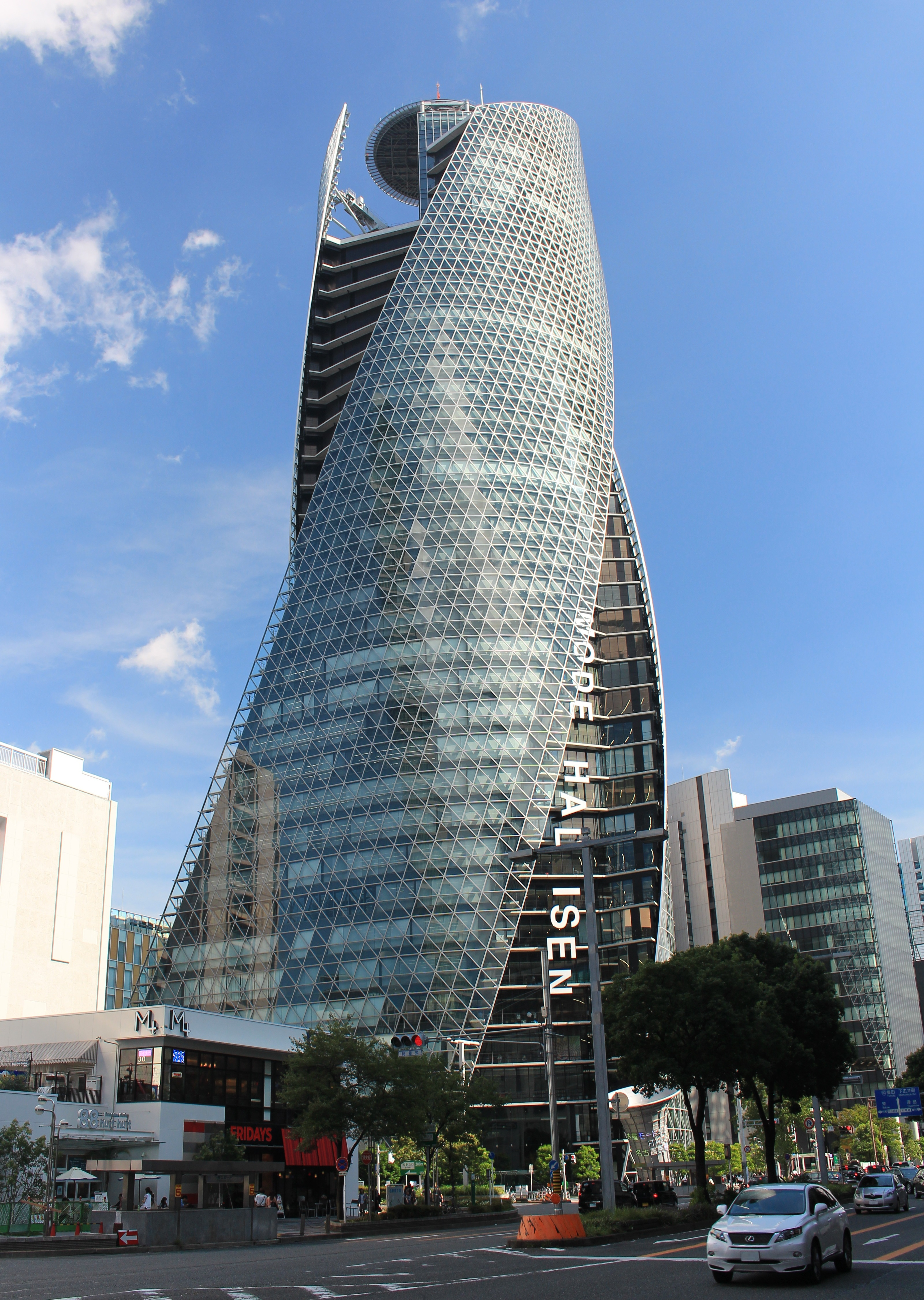
モード学園スパイラルタワーズ

- 国際ファッション専門職大学 名古屋キャンパス
- 名古屋国際工科専門職大学

### 大学院大学
私立
- グロービス経営大学院大学 名古屋キャンパス
- 事業構想大学院大学 名古屋校

### 大学
私立
- 愛知大学 名古屋キャンパス
- 産業能率大学 中部事業部
- 同朋大学
- 名古屋音楽大学

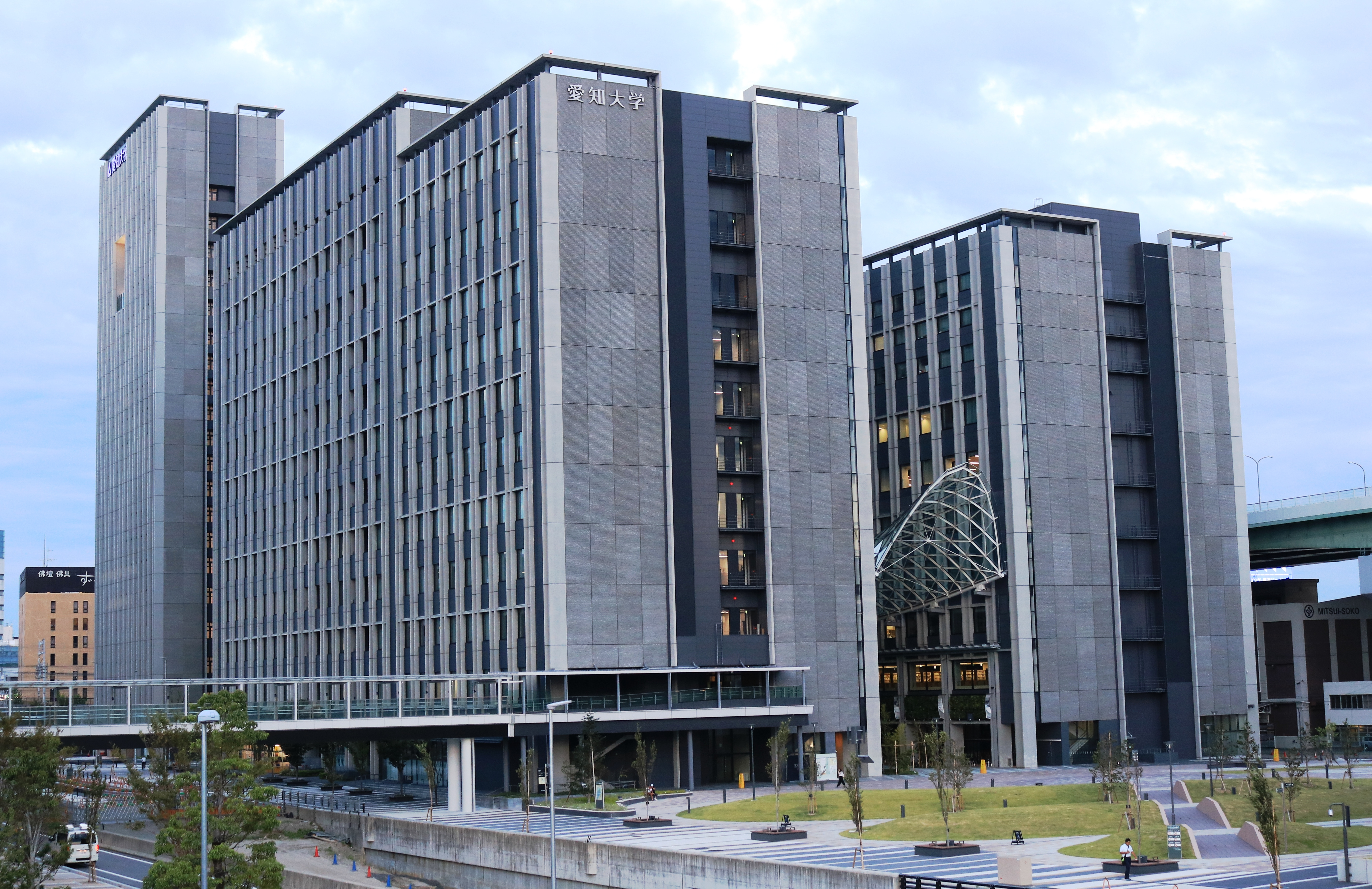
愛知大学 名古屋キャンパス

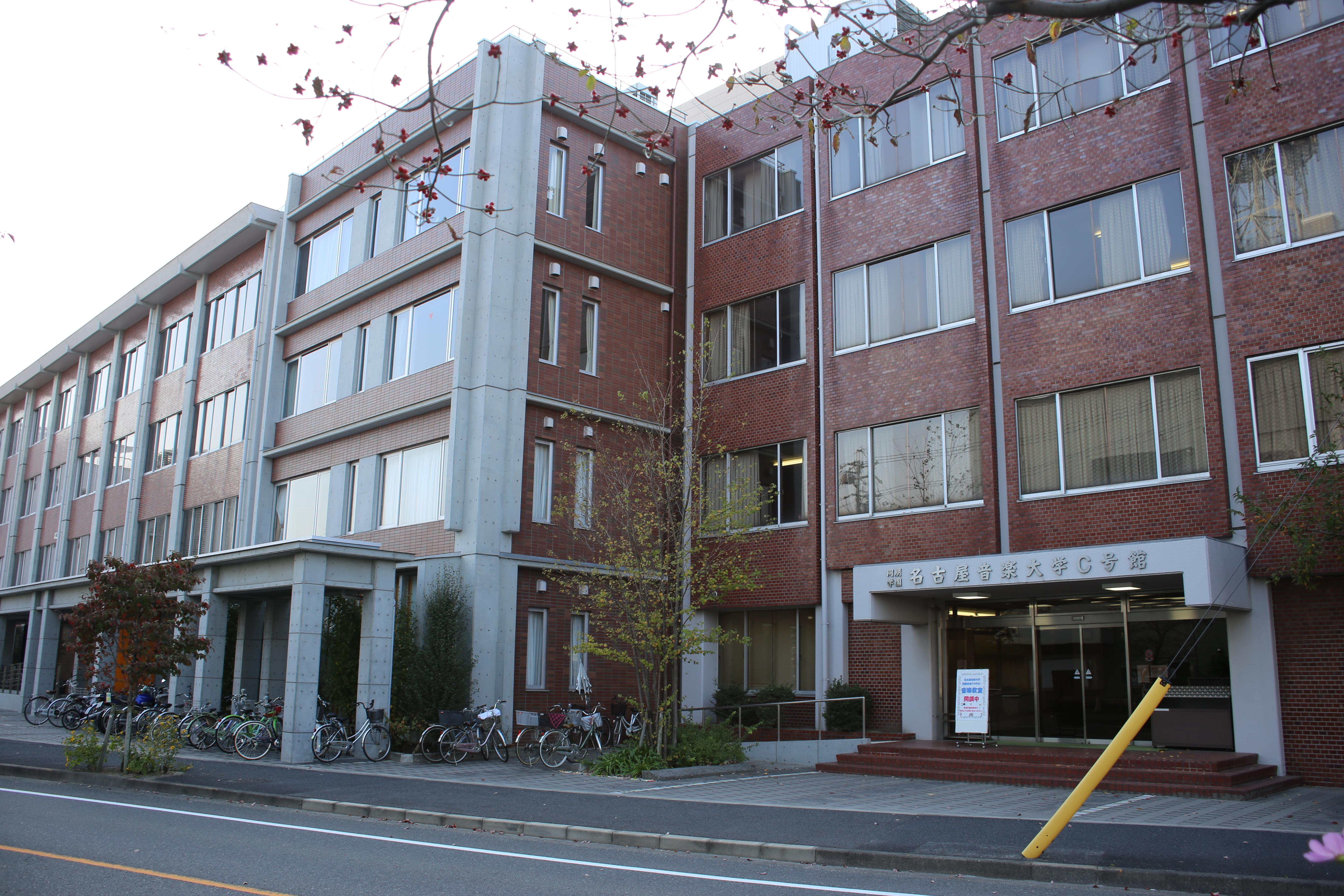
名古屋音楽大学

※ 他に、東京通信大学、名城大学、名古屋経済大学のサテライトキャンパスや広報センターが設置されている。

### 専修学校
- さつき調理・福祉学院
- 東海医療科学専門学校
- 学校法人立志舎
  - 東京IT会計専門学校 名古屋校
  - 東京法律専門学校 名古屋校
- トライデントデザイン専門学校
- 学校法人日本教育財団
  - 名古屋医専
  - 名古屋モード学園
  - HAL名古屋
- 名古屋未来工科専門学校
- 日本デザイナー芸術学院 名古屋校
- 日本マンガ芸術学院
- 日本聴能言語福祉学院
- 学校法人名古屋大原学園
  - 大原簿記情報医療専門学校
  - 大原法律公務員専門学校
  - 大原トラベル・ホテル・ウエディング専門学校

### 高等学校
県立
- 愛知県立松蔭高等学校
- 愛知県立中村高等学校

私立
- 同朋学園 同朋高等学校
- 名城大学附属高等学校
- 愛知産業大学工業高等学校（岩塚校舎）

### 中学校
市立
- 名古屋市立笹島中学校
- 名古屋市立黄金中学校
- 名古屋市立豊国中学校
- 名古屋市立笈瀬中学校
- 名古屋市立日比津中学校
- 名古屋市立豊正中学校
- 名古屋市立御田中学校
- 名古屋市立なごやか中学校

私立
- 星槎名古屋中学校

### 小学校
市立
- 名古屋市立笹島小学校
- 名古屋市立米野小学校
- 名古屋市立牧野小学校
- 名古屋市立日比津小学校
- 名古屋市立ほのか小学校
- 名古屋市立日吉小学校
- 名古屋市立柳小学校
- 名古屋市立千成小学校
- 名古屋市立中村小学校
- 名古屋市立豊臣小学校
- 名古屋市立諏訪小学校
- 名古屋市立稲葉地小学校
- 名古屋市立稲西小学校
- 名古屋市立岩塚小学校
- 名古屋市立八社小学校

### インターナショナルスクール
- 名古屋朝鮮初級学校

## 観光

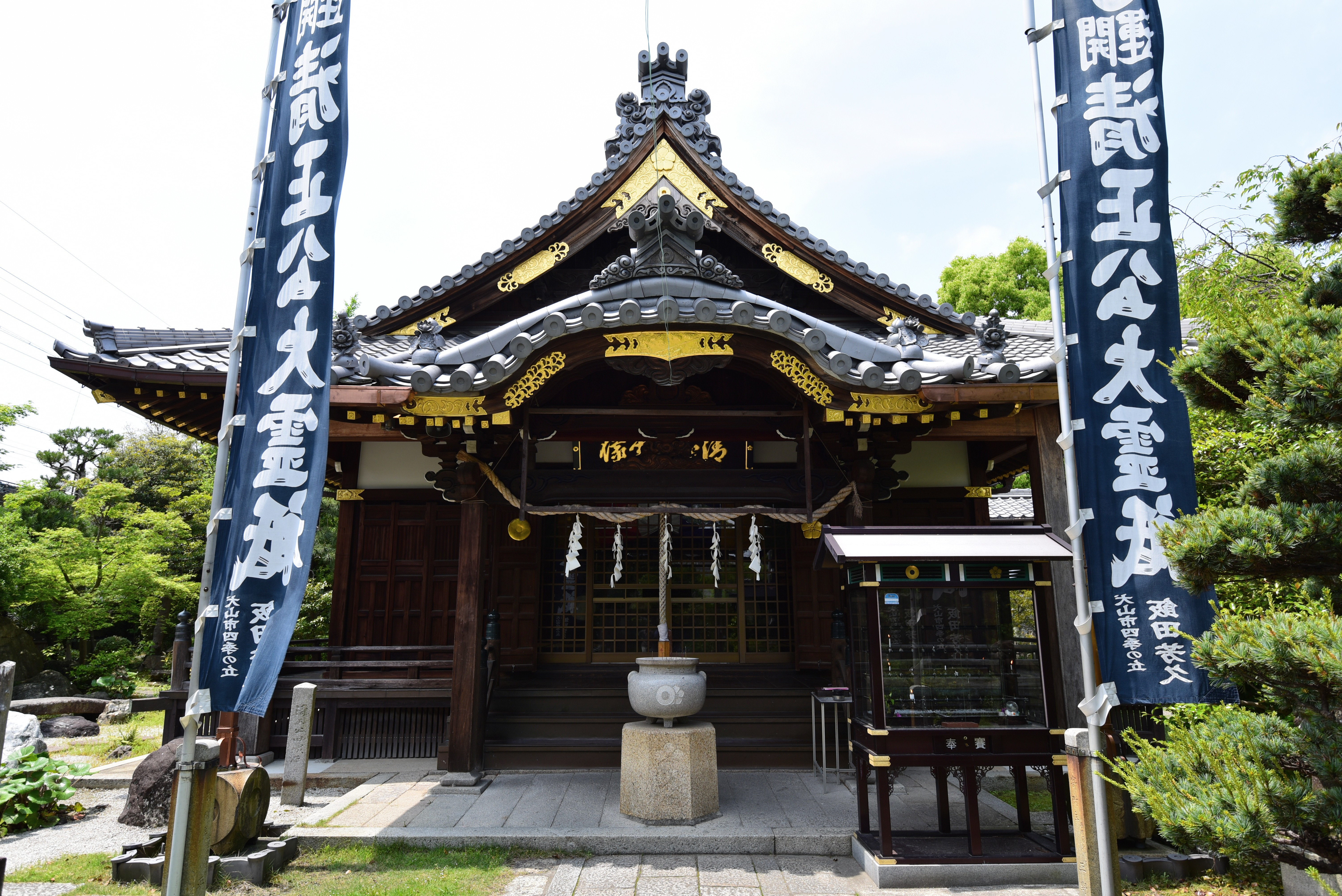
妙行寺

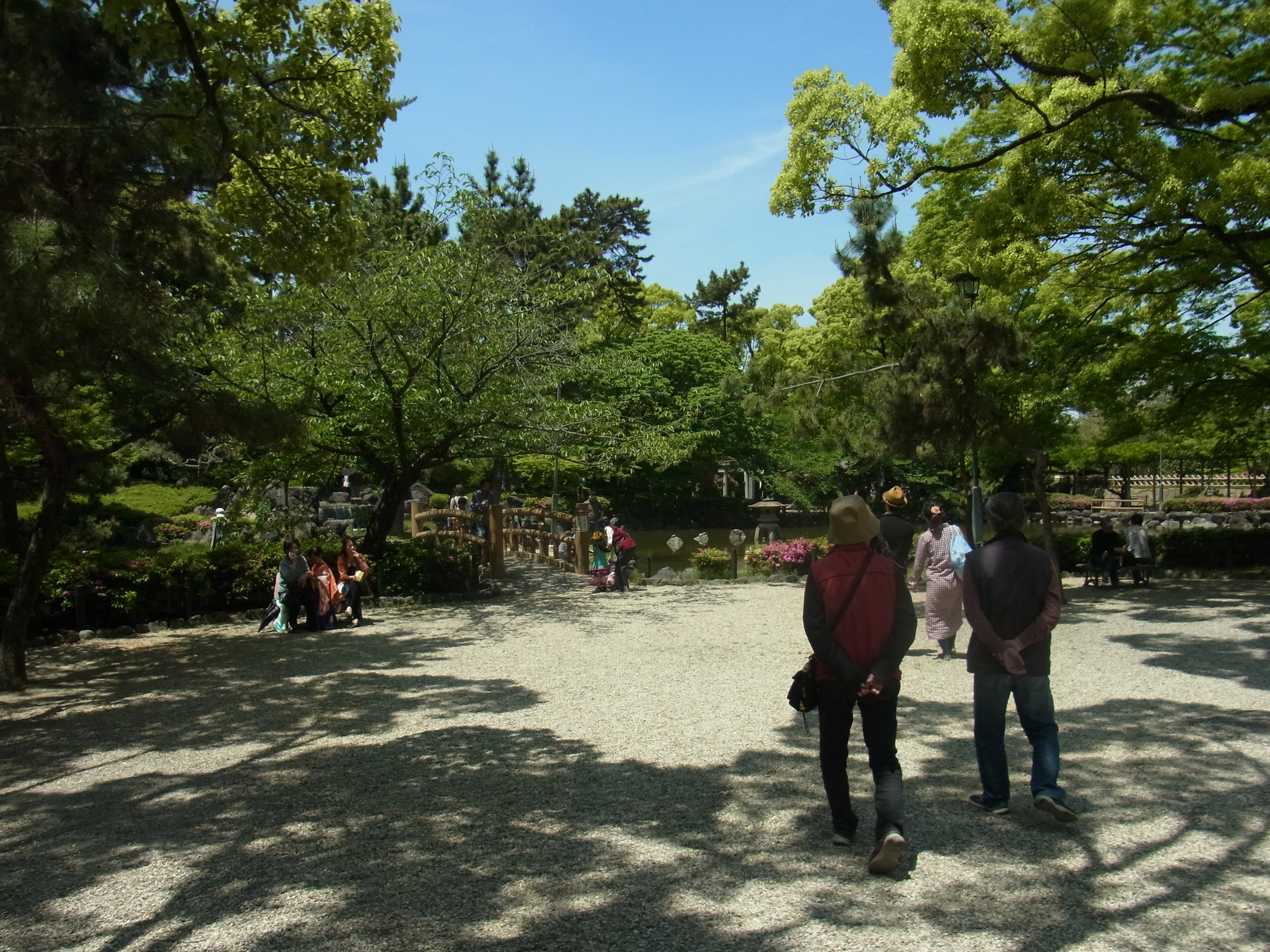
中村公園

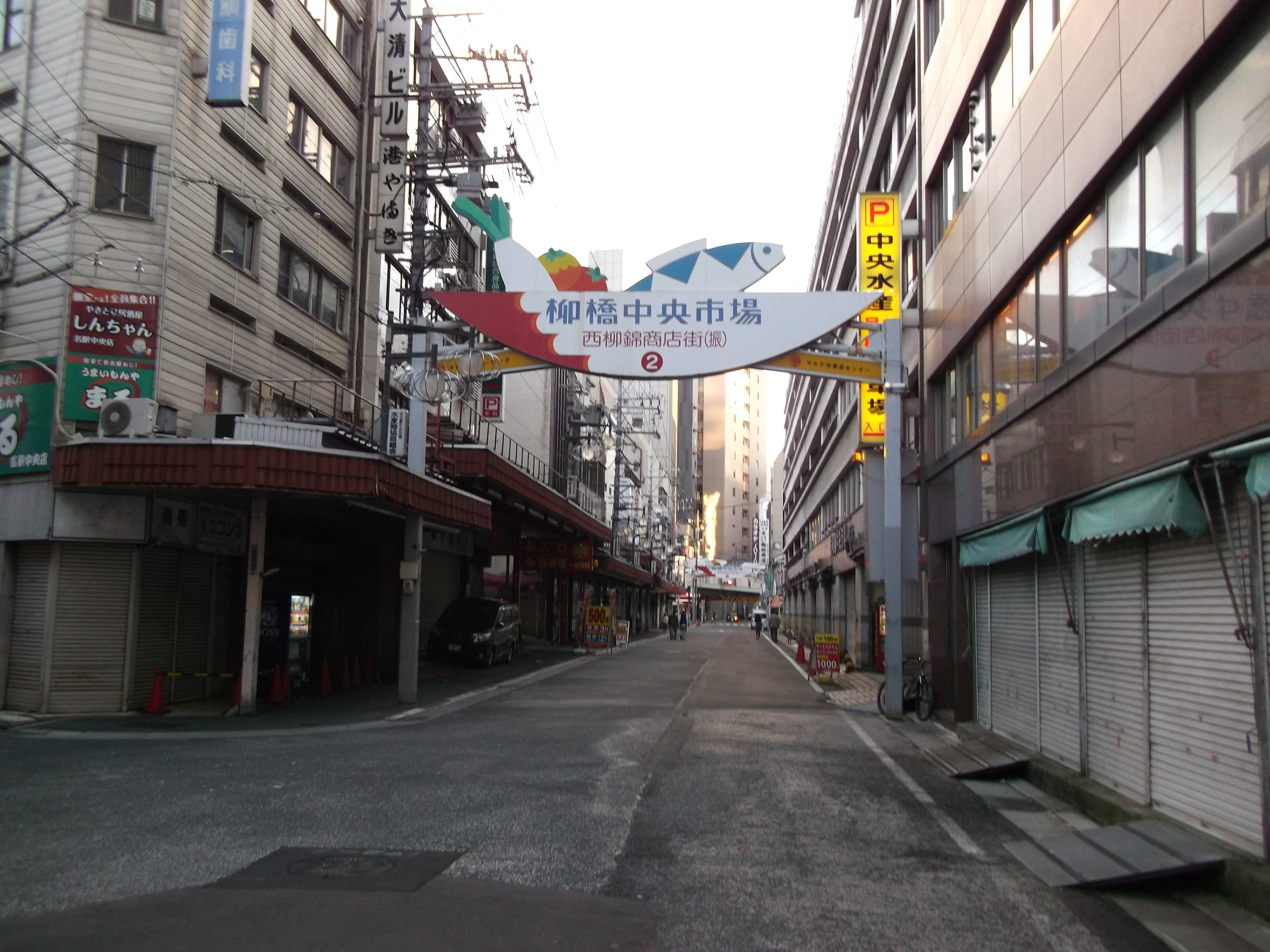
柳橋中央市場

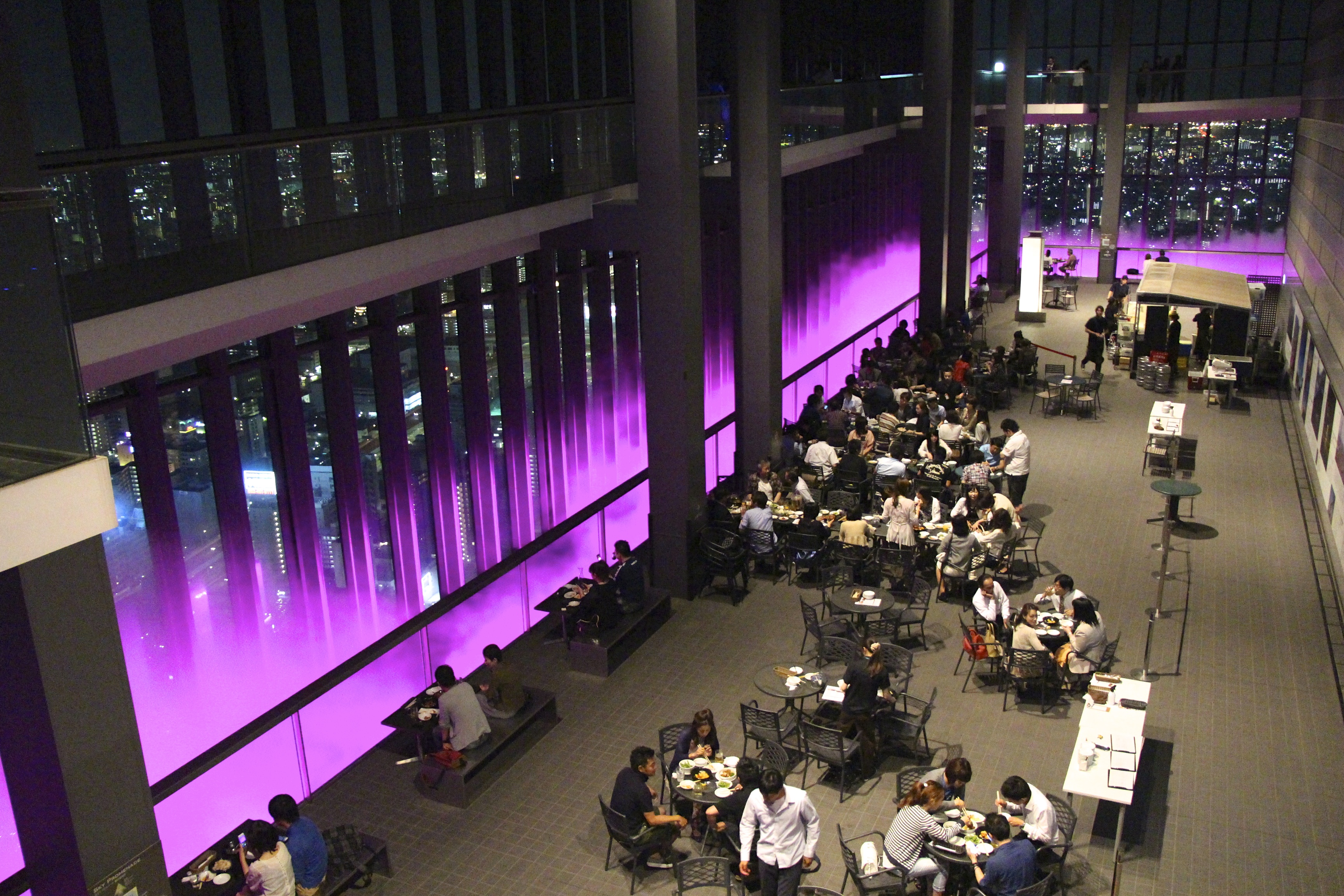
ミッドランドスクエア
スカイプロムナード

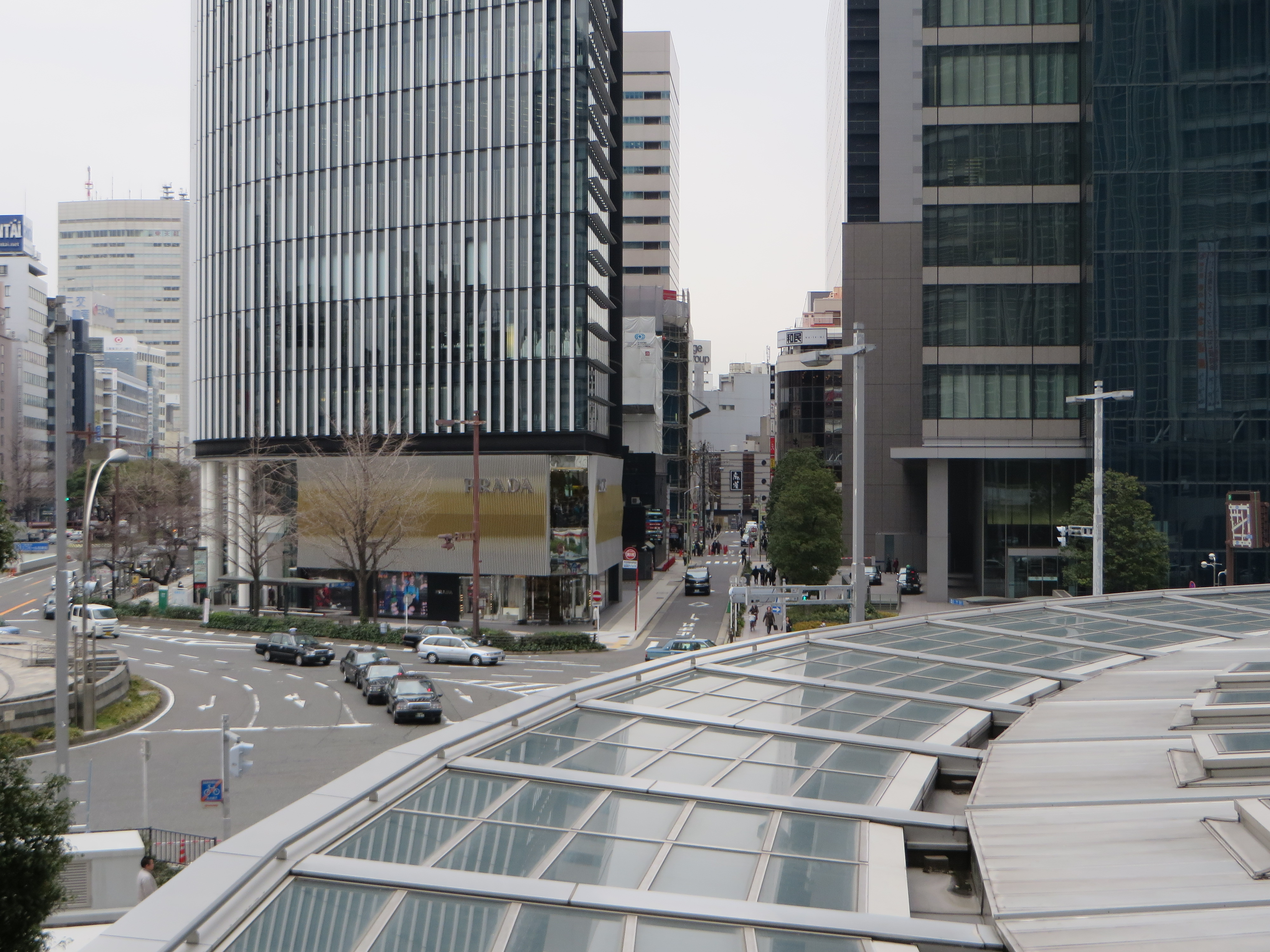
名古屋駅前

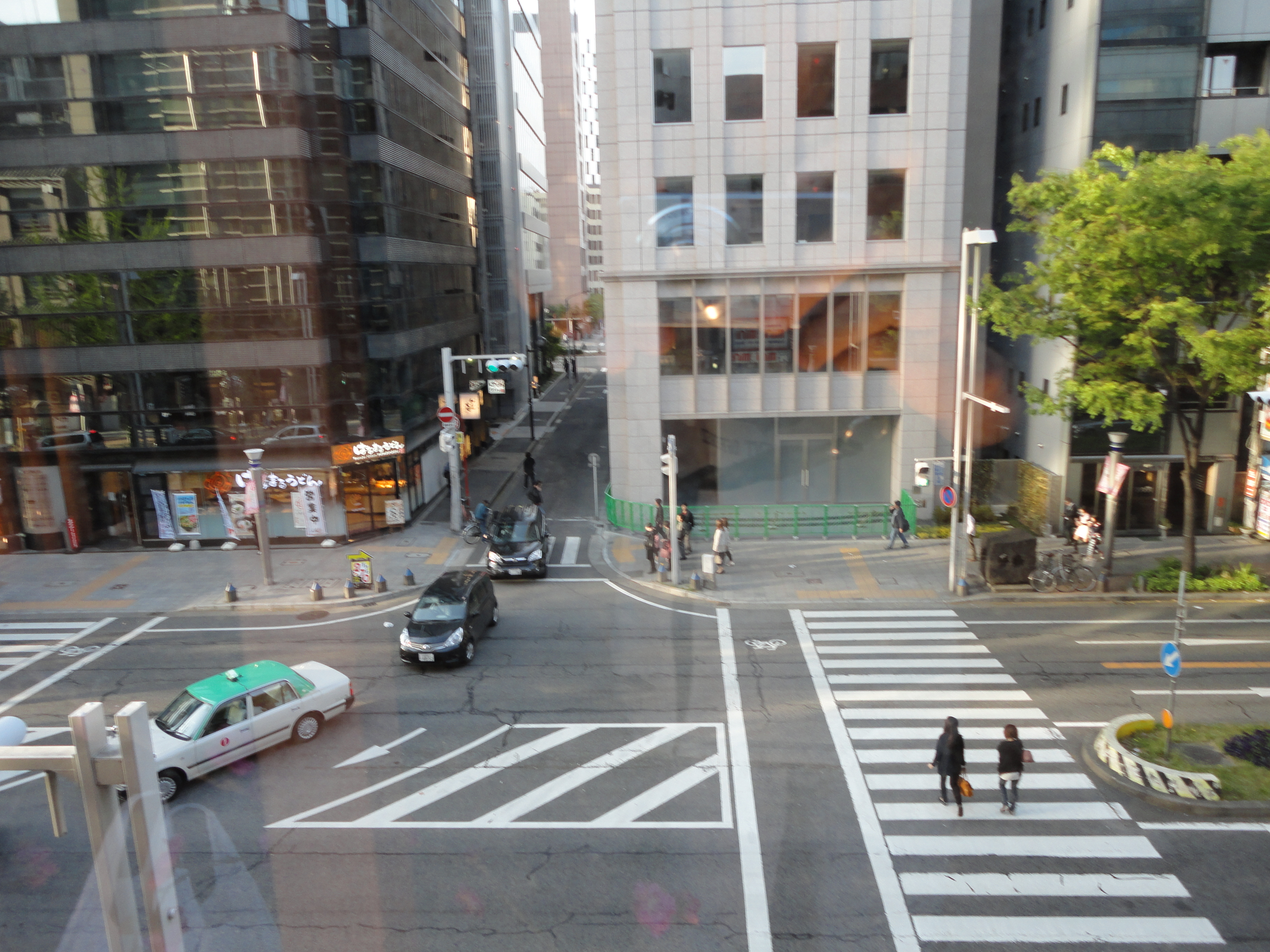
広小路通

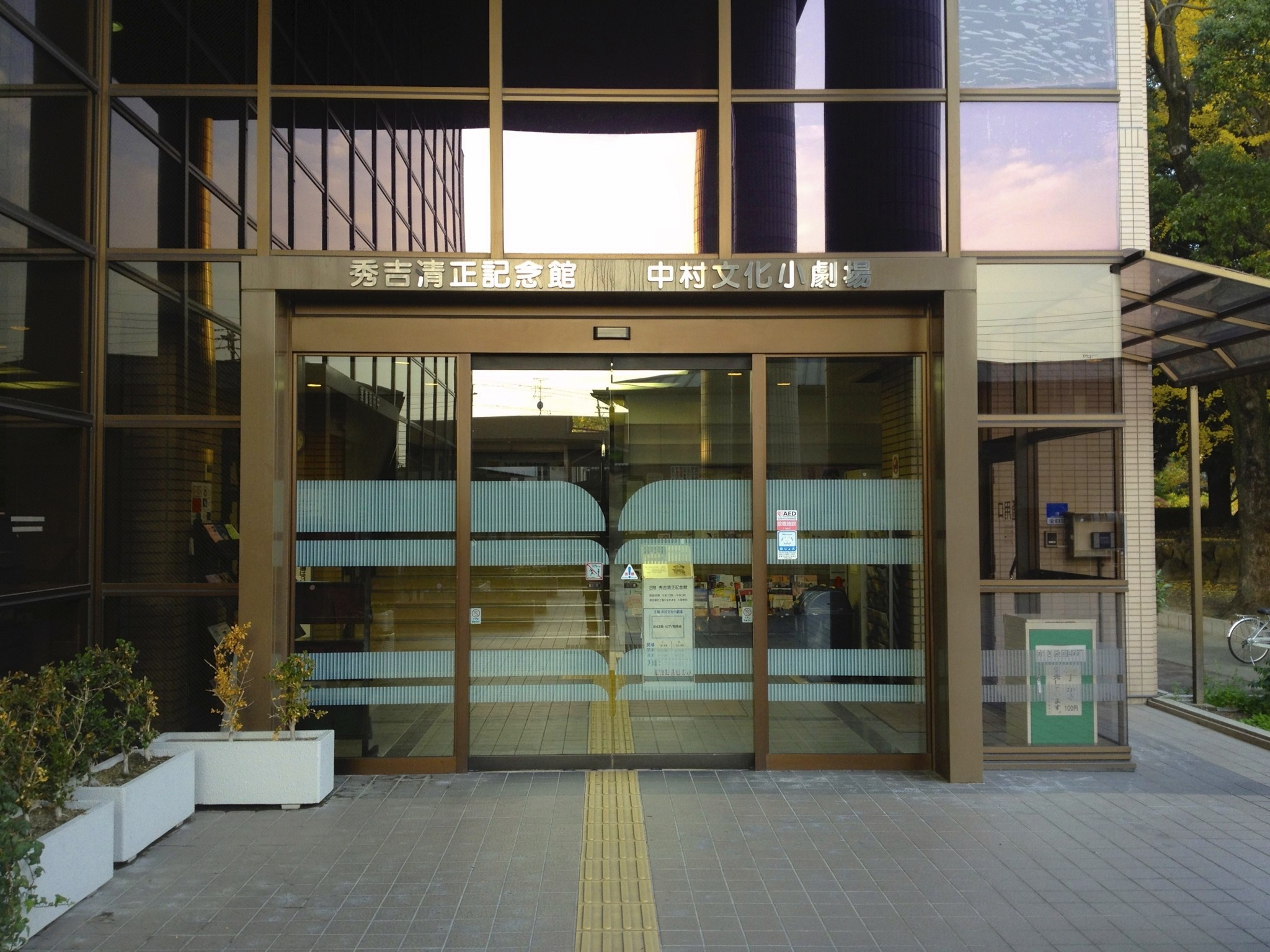
名古屋市秀吉清正記念館

### 名所･旧跡
城郭
- 稲葉地城
- 岩塚城
- 大秋城
- 烏森城
- 栗山城
- 米野城
- 日比津城

寺院
- 願成寺
- 常泉寺 - 豊臣秀吉の生誕地と伝えられている。
- 白王寺 - 中村観音
- 法蔵寺
- 妙行寺 - 正悦山。加藤清正の出生地と伝えられている。
- 妙行寺 - 広居山
- 凌雲寺

主な神社
- 金山神社
- 熊野社
- 七所社 - 境内には東征の際に日本武尊が庄内川の渡し船を待つ間に腰掛けたと伝わる日本武尊腰掛岩や岩塚の地名の由来となった3ヶ所の古墳がある。
- 下中八幡宮
- 素盞男神社 - 酉の市が行われる。
- 椿神社
- 豊国神社
- 白龍神社
- 向島神社

街道
- 佐屋街道
  - 岩塚宿
  - 遍慶寺（尾張守護・斯波氏の一族の吉田重氏が築城したと伝わる岩塚城の城址石碑がある。）
  - 光明寺（境内には三十三観音像がある。）
  - 七所社の道標（かつて、岩塚宿の高札場があった場所。）

その他の主な史跡
- 中村遊廓
- 名古屋モスク

### 観光スポット
文化施設
- 名古屋市秀吉清正記念館
- 大一美術館
- 中村公園記念館
- 名古屋東洋官窯陶磁美術館
- 名古屋市演劇練習館
- 名古屋四季劇場
- Zepp 名古屋

その他
- JRセントラルタワーズ
  - ジェイアール名古屋タカシマヤ
  - 名古屋マリオットアソシアホテル
- JRゲートタワー
  - ゲートウォーク
- ミッドランドスクエア
- モード学園スパイラルタワーズ
- JPタワー名古屋
  - KITTE名古屋
- 大名古屋ビルヂング
  - ダイナード地下街
- 名古屋国際センター
- ナナちゃん人形
- 愛知県産業労働センター（ウィンクあいち）
- 名古屋クロスコートタワー
- センチュリー豊田ビル
- シンフォニー豊田ビル
- アクアタウン納屋橋
- ささしまライブ
  - グローバルゲート
  - マーケットスクエアささしま（旧・ラ・バーモささしま）
  - 中川運河
- 柳橋中央市場

公園
- 中村公園
- 米野公園
- 日比津公園
- 稲葉地公園
- 横井山緑地

温泉
- 中京温泉

## 文化・名物

### 祭事・催事
主な祭事
- きねこさ祭り（御田祭り）- 毎年、旧暦1月17日に七所社行われる。尾張三大奇祭で名古屋市無形民俗文化財のきねこさ祭り（別名：御田祭り）が行われる。
- 太閤祭り

### スポーツ

#### 公営競技
競輪
- 競輪場
  - 名古屋競輪場

## 出身・関連著名人

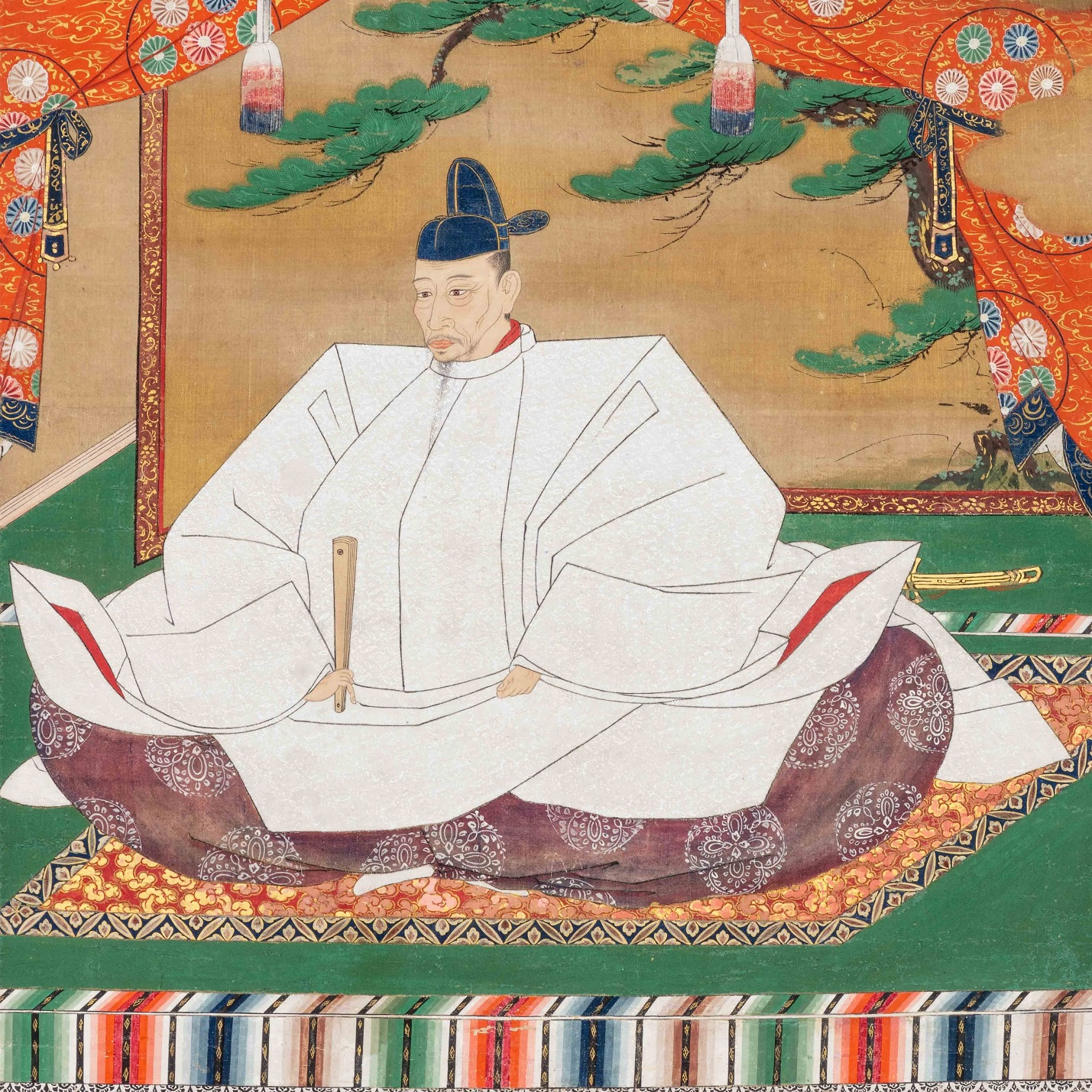
豊臣秀吉

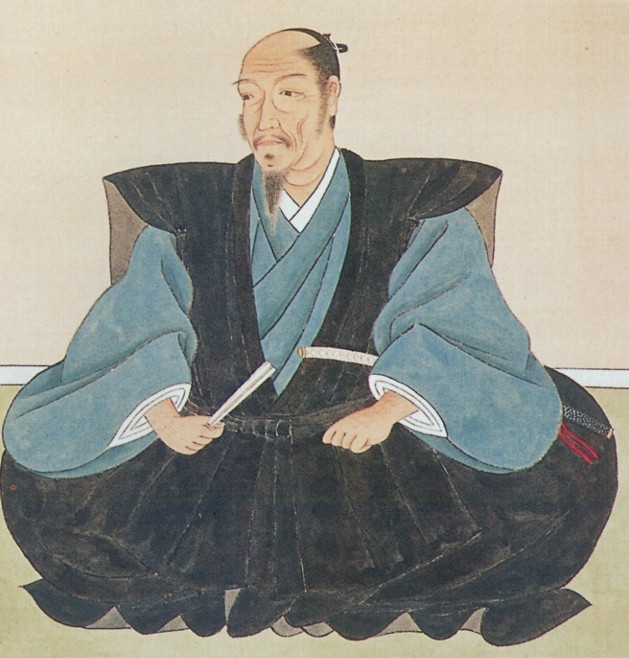
加藤清正

### 歴史人物
- 豊臣秀吉（桃山時代の最高権力者、三英傑の1人）
- 豊臣秀長（豊臣秀吉の異父弟、大和大納言）
- 加藤清正（戦国武将、豊臣秀吉の子飼い家臣、肥後熊本藩初代藩主）
- 小出秀政（戦国武将、和泉岸和田藩初代藩主。但馬出石藩小出家初代頭首）
- 中村一氏（戦国武将、豊臣家家臣、三中老の1人、出自は諸説有り。）
- 中村勘三郎（江戸時代の歌舞伎役者、中村座の創始者）
- 坪内鋭雄（坪内逍遥の甥、作家、日露戦争に従軍し戦死）
- 饗庭孝男（文芸評論家）

### 政治家
- 寺西学（日本の政治家）
- 寺西睦（日本の政治家）
- 近藤昭一（衆議院議員・立憲民主党愛知県連代表）

### 芸能
- 玉木宏（俳優）
- 中村浩一（ 実業家・芸能プロモーター・パーソナリティー・名古屋アイドル「dela」事務所社長）
- 森下千里（タレント）
- 矢野晶裕（アーティスト、音楽プロデューサー、タレント、DJ）
- 山田まりや（タレント・女優）

### スポーツ選手
- 市原孝行（元力士）
- 伊藤文隆（元プロ野球選手）
- 平野謙（元プロ野球選手）
- 秋田豊（元プロサッカー選手）
- 岡山哲也（元プロサッカー選手）
- 姫野和樹（ラグビー選手）